# Frontignan
Pour les articles homonymes, voir Frontignan (homonymie).
Frontignan-la-Peyrade redirige ici.
Frontignan, [fʁɔ̃.ti.ɲɑ̃], nommée parfois localement Frontignan-la-Peyrade, est une commune française située dans le sud-est du département de l'Hérault, en région Occitanie. Chef-lieu de canton, elle est la septième ville du département en nombre d'habitants, après Montpellier, Béziers, Sète, Agde, Lunel et Castelnau-le-Lez. Depuis le 1er janvier 2017, elle fait partie de la communauté d'agglomération Sète Agglopôle Méditerranée.
Exposée à un climat méditerranéen, elle est drainée par le canal du Rhône à Sète et par un autre cours d'eau. La commune possède un patrimoine naturel remarquable : quatre sites Natura 2000 (les « étangs palavasiens », les « herbiers de l'étang de Thau », les « étangs palavasiens et étang de l'Estagnol » et l'« étang de Thau et lido de Sète à Agde »), cinq espaces protégés (le « bois des Aresquiers », l'« étang de Vic », l'« étang des Mouettes », le « Salins de Frontignan » et les « étangs Palavasiens ») et dix zones naturelles d'intérêt écologique, faunistique et floristique.
Frontignan est une commune urbaine et littorale qui compte 23 788 habitants en 2022, après avoir connu une forte hausse de la population depuis 1962. Elle est ville-centre de l'agglomération de Sète et fait partie de l'aire d'attraction de Montpellier. Ses habitants sont appelés les Frontignanais et Frontignanaises.
La ville est célèbre pour son muscat. La légende raconte que, lors de son passage à Frontignan, Hercule accompagné de Zeus torsada la bouteille afin de la finir jusqu'à sa dernière goutte, d'où sa forme si particulière. L'adjectif muscatier est parfois utilisé pour désigner une personne ou un objet « de Frontignan ».
La commune de Frontignan est classée Station de tourisme.
En 2010, la commune de Frontignan a été récompensée par le label « Ville Internet @ ».

## Géographie

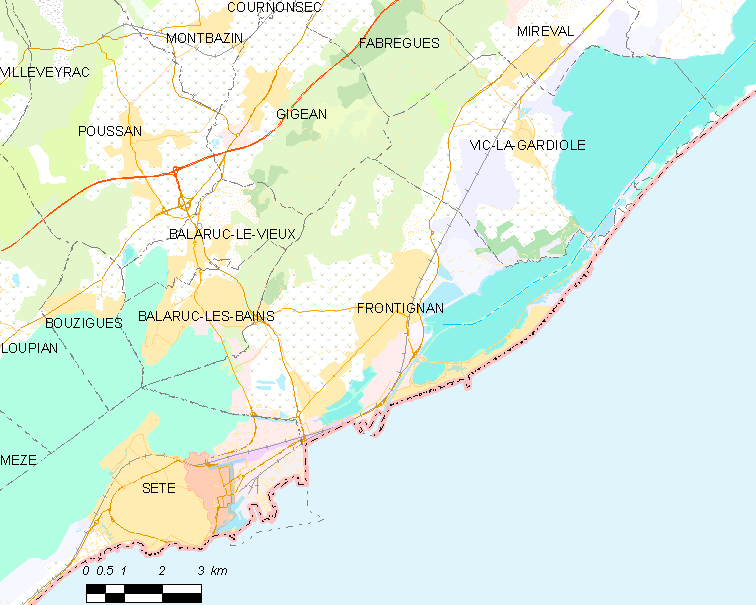
Carte

La ville se situe dans la plaine littorale du Languedoc-Roussillon à 7 km au nord-est de la ville de Sète, sur la route qui conduit à Montpellier (à 21 km).
La ville originelle se trouve dans une plaine viticole, encadrée par la garrigue de la montagne de la Gardiole au nord, des salins et l'étang d'Ingril à l'est, un cordon dunaire au bord de la mer Méditerranée aménagé en station balnéaire vers l'est (Frontignan-Plage) et en zone industrielle dans la continuité du port de Sète au sud, et l'étang de Thau à l'ouest.
Mer et milieux lagunaires
Situé au bord de la mer Méditerranée, Frontignan possède trois ports : un port de plaisance, un port de pêche « petits métiers » et un port mytiliculture avec ses mas.
Bordée d'un milieu lagunaire important, Frontignan possède et partage quatre étangs :
- L'étang d'Ingril couvre une superficie de 685 ha pour une profondeur moyenne de 0,60 m et maximale de 1,20 m. La quantité d'eau estimée est évaluée à 4,1 Mm3. Trois ports lagunaires y sont installés : le Ponet pêcheurs sur l'étang « Caramus », la halte Fluviale de plaisance sur le canal du Rhône à Sète et le port populaire quartier de la Peyrade.
- L'étang de Thau, en partage avec d'autres communes, couvre une superficie d'environ 7 500 ha pour une profondeur moyenne de 5 m et maximale de 32 m. Des vestiges d'un ancien port de commerce « transport divers » sont visibles (aujourd'hui cette zone industrielle a disparu).
- L'étang des Mouettes couvre une superficie de 41 ha pour une profondeur moyenne de 0,20 m. La quantité  d'eau est estimée à 0,08 Mm3.
- L'étang de la Peyrade couvre une superficie de 45 ha. La quantité  d'eau est estimée à 0,09 Mm3 (cet étang appartient au domaine de l'État).

### Communes limitrophes
Le territoire communal est limitrophe de Gigean au nord, Vic-la-Gardiole au nord-est, Villeneuve-lès-Maguelone sur un morceau de plage à l'est, Bouzigues (par un quadripoint), Sète au sud-ouest, Balaruc-les-Bains et Balaruc-le-Vieux à l'ouest. Au sud-est la commune est baignée par la mer Méditerranée et elle est bordée à l'ouest par l'étang de Thau.
| Gigean (6.72 / 11,31 km) Balaruc-le-Vieux (5.68 / 7,64 km)     | Pignan (14.88 / 19,45 km)                             | Fabrègues (11.51 / 15 km) Vic-la-Gardiole (5.49 / 8,13 km) |
| Balaruc-les-Bains (5.96 / 7,09 km) Bouzigues (7.61 / 12,31 km) | Frontignan                                            | Mer Méditerranée Plage Les Aresquiers (5.61 / 8,07 km)     |
| Mèze (12.74 / 16,99 km) Sète (7.07 / 8,25 km)                  | Mer Méditerranée Plage des Sarcelles (2.54 / 3,85 km) | Mer Méditerranée Frontignan-Plage (3.76 / 5,69 km)         |

### Climat
Le climat de Frontignan est typiquement méditerranéen. Il en découle des températures douces (18,7 °C en moyenne), un ensoleillement parmi les plus élevés de France avec seulement 33 jours sans soleil par an, une durée de 7 h 22 min par jour en moyenne, largement supérieur à la moyenne française de 4 h 46 min ; et des jours de précipitations peu nombreux (moins de 60 par an), mais des averses parfois violentes, notamment en automne de septembre à décembre lors des épisodes méditerranéens ou cévenols, causant fréquemment des inondations dans les points bas de la ville (en moyenne, deux ou trois épisodes par an). À ce jour, au niveau des records, on relèvera les 320 mm tombés le 8 septembre 1938 à Frontignan ville et dernièrement, le 29 septembre 2014, les 299,5 mm enregistrés. De tels chiffres demeurent cependant rares[réf. nécessaire].
Au contraire, l'été est souvent aride avec seulement quelques précipitations en août liées aux orages. Juillet est le mois le plus chaud avec une température moyenne de 27 °C et janvier est le mois le plus froid avec une température moyenne de 10 °C. Le record de température maximale est de 41,9 °C le 4 août 2017 et le record de froid est de −10,5 °C le 5 février 1963. Néanmoins, la proximité de la mer favorise l'installation d'une brise marine qui tempère les excès thermiques en été et en hiver et qui se ressent davantage en approchant du littoral. Les chutes de neige sont rares, même s'il est courant d'observer quelques chutes de neige tous les hivers. Elles peuvent cependant être importantes lorsque des précipitations diluviennes venues de la mer sont confrontées à une masse d'air froide. Ainsi 20 centimètres ont déjà été relevés dans la ville le 16 janvier 1987, le 8 mars 2010, et de 30 à 40 cm le 1er mars 2018[réf. nécessaire].
Le climat de Frontignan, comme celui de la plupart des villes situées à proximité de la mer, se caractérise également par une sensation de chaleur souvent bien supérieure à la température mesurée, notamment au cours des mois de mai à octobre, la mer Méditerranée étant relativement chaude à cette période, les vents marins apportent un air humide et chaud sur le littoral. Ainsi, la température ressentie est régulièrement supérieure de 4 à 8 °C. À titre d'exemple, le 15 septembre 2014 à 19 heures, on calculait un indice de chaleur (humidex) de 35 alors que la température n'était que de 29,4 °C. Cette différence crée souvent une sensation de bien-être, mais peut parfois faire ressentir un grand inconfort comme lors de l'épisode caniculaire de 2003, lors duquel il a été calculé un indice de chaleur supérieur à 31 pendant la quasi-totalité des nuits du mois d'août[réf. nécessaire].
À l'inverse, le mistral et la tramontane, vents provenant respectivement du nord-est et nord-ouest, assèchent l'air et s'accompagnent souvent d'une sensation de refroidissement éolien (Windchill), avec un ressenti souvent négatif en hiver, mais parfois, la tramontane, par effet de foehn sur les Cévennes, fait monter la température, généralement de façon importante et très rapide, en été comme en hiver, de jour comme de nuit[réf. nécessaire].
Le 23 novembre 2018, la commune est touchée par une tornade de faible intensité (EF1) qui provoque des dommages, elle viendra en même temps qu'une autre tornade à Sausset-Les-Pins.
La station météorologique de Frontignan est située dans les locaux de la cave coopérative au no 14 de l’avenue du Muscat, sous l'identifiant ACH no 46 (à 7 m d'altitude).
| Mois                                    | jan.                | fév.                 | mars              | avril             | mai              | juin              | jui.                 | août              | sep.                   | oct.                 | nov.                 | déc.                 | année   |
| --------------------------------------- | ------------------- | -------------------- | ----------------- | ----------------- | ---------------- | ----------------- | -------------------- | ----------------- | ---------------------- | -------------------- | -------------------- | -------------------- | ------- |
| Température minimale moyenne (°C)       | 7,9                 | 9,6                  | 12,5              | 15,7              | 18,2             | 20,1              | 24,8                 | 23,4              | 19,9                   | 16,2                 | 13,4                 | 8,7                  | 15,7    |
| Température moyenne (°C)                | 10                  | 13                   | 16                | 18                | 21               | 24                | 27                   | 26                | 23                     | 19                   | 15                   | 12                   | 18,7    |
| Température maximale moyenne (°C)       | 13,5                | 16,8                 | 19,2              | 22,3              | 25,4             | 28,1              | 31,2                 | 30,8              | 26,5                   | 23,7                 | 17,9                 | 15,4                 | 22,6    |
| Température maximale la plus basse (°C) | −9                  | −8                   | −1,7              | 0,5               | 5,4              | 9,8               | 12,4                 | 11,7              | 8,2                    | 4,2                  | −2,6                 | −7,2                 | −10,5   |
| Record de chaleur (°C) date du record   | 27,4 3 janvier 2018 | 25,1 23 février 2020 | 35,1 19 mars 2001 | 37,2 7 avril 1999 | 39,7 22 mai 2005 | 40,3 28 juin 2019 | 44,9 24 juillet 2019 | 41,9 17 aout 2003 | 39,3 23 septembre 2018 | 37,7 10 octobre 2011 | 33,1 5 novembre 2015 | 30,5 7 décembre 2018 | 44,9    |
| Nombre de jours avec gel                | 2,3                 | 1,5                  | 0,1               | 0                 | 0                | 0                 | 0                    | 0                 | 0                      | 0                    | 0,9                  | 1,7                  | 6,5     |
| Ensoleillement (h)                      | 142,9               | 168,1                | 220,9             | 227               | 263,9            | 312,4             | 339,7                | 298               | 241,5                  | 168,6                | 148,8                | 136,5                | 2 668,2 |
| Record de vent (km/h)                   | 147                 | 130                  | 112               | 101               | 86               | 73                | 56                   | 68                | 82                     | 104                  | 123                  | 139                  | 147     |
| Précipitations (mm)                     | 41,2                | 27,9                 | 20                | 43,9              | 28,6             | 21,4              | 12                   | 26,6              | 52,5                   | 64,7                 | 50,9                 | 50,5                 | 439,8   |
| Humidité relative (%)                   | 75                  | 73                   | 68                | 68                | 70               | 66                | 63                   | 66                | 72                     | 77                   | 75                   | 76                   | 70,75   |
| Nombre de jours avec neige              | 0,1                 | 0                    | 0                 | 0                 | 0                | 0                 | 0                    | 0                 | 0                      | 0                    | 0                    | 0                    | 0,1     |
| Nombre de jours d'orage                 | 0,5                 | 0,3                  | 0,7               | 1,6               | 2,5              | 2,9               | 3,2                  | 3,9               | 2,9                    | 2,9                  | 1                    | 0,7                  | 23,1    |
| Nombre de jours avec brouillard         | 1,5                 | 1,6                  | 1,9               | 1                 | 1,1              | 0,8               | 1,5                  | 1,6               | 2,4                    | 1,9                  | 1,9                  | 2                    | 19,2    |

### Milieux naturels et biodiversité

#### Espaces protégés
La protection réglementaire est le mode d’intervention le plus fort pour préserver des espaces naturels remarquables et leur biodiversité associée,.
Cinq espaces protégés sont présents sur le territoire de la commune : 
- le « bois des Aresquiers », un terrain acquis par le Conservatoire du littoral, d'une superficie de 87,1 ha[13],[14] ;
- l'« étang de Vic », un terrain acquis par le Conservatoire du littoral, d'une superficie de 1 808,1 ha[15],[16] ;
- l'« étang des Mouettes », un terrain acquis par le Conservatoire du littoral, d'une superficie de 41,9 ha[17],[18] ;
- le « Salins de Frontignan », un terrain acquis par le Conservatoire du littoral, d'une superficie de 282,7 ha[19],[20] ;
- les « étangs Palavasiens », une zone humide protégée par la convention de Ramsar, d'une superficie de 7 583 ha[21].

#### Réseau Natura 2000

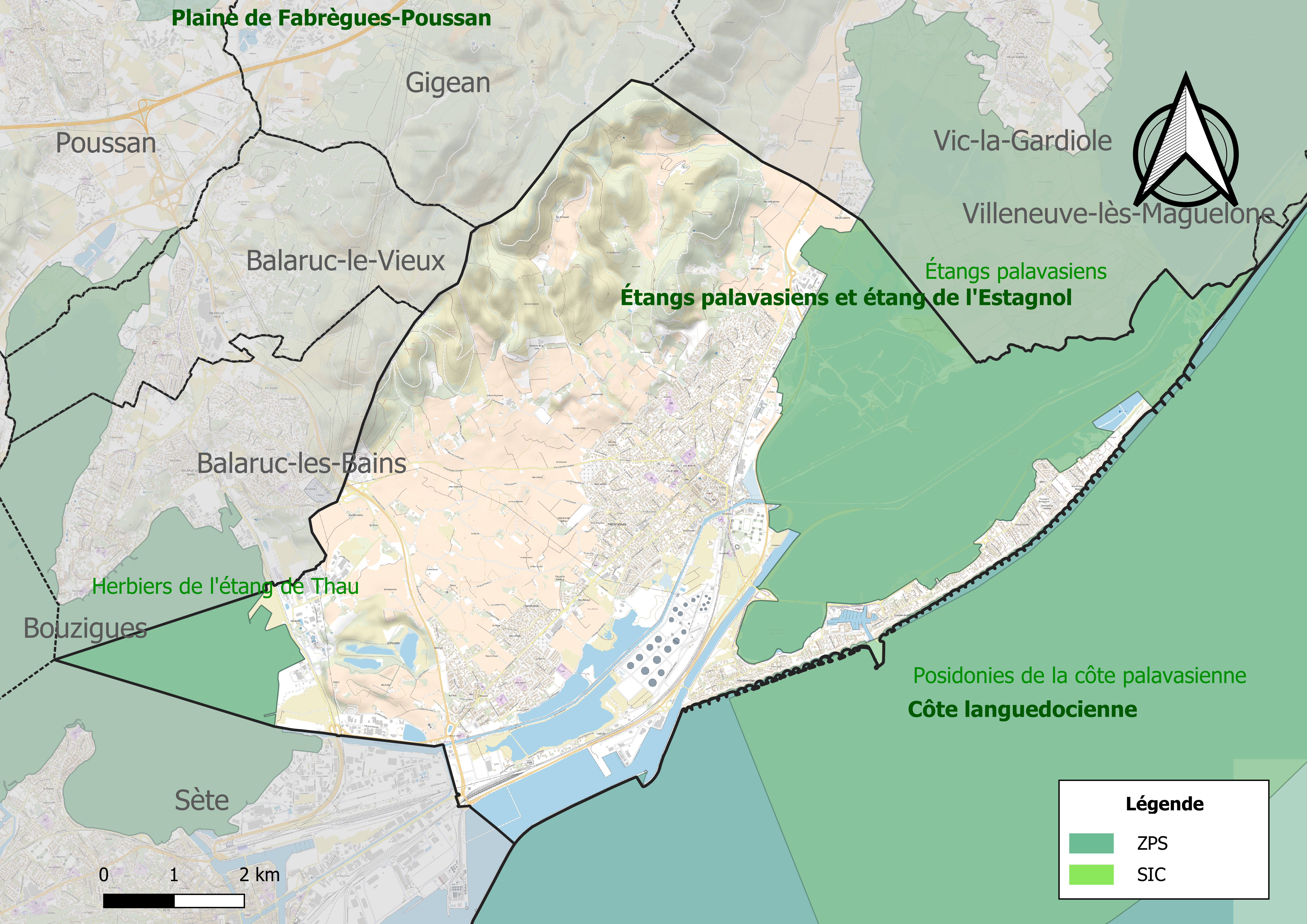
Sites Natura 2000 sur le territoire communal.

Le réseau Natura 2000 est un réseau écologique européen de sites naturels d'intérêt écologique élaboré à partir des directives habitats et oiseaux, constitué de zones spéciales de conservation (ZSC) et de zones de protection spéciale (ZPS).
La commune inclut deux zones de protection spéciale (ZPS) Natura 2000 dans le cadre de la directive Oiseaux.
La commune comprend aussi un site d'importance communautaire (SIC) Natura 2000 dans le cadre de la directive Habitat.

#### Zones naturelles d'intérêt écologique, faunistique et floristique
L’inventaire des zones naturelles d'intérêt écologique, faunistique et floristique (ZNIEFF) a pour objectif de réaliser une couverture des zones les plus intéressantes sur le plan écologique, essentiellement dans la perspective d’améliorer la connaissance du patrimoine naturel national et de fournir aux différents décideurs un outil d’aide à la prise en compte de l’environnement dans l’aménagement du territoire.
La commune inclut dix ZNIEFF Zones Naturelles d’Intérêt Écologique Faunistique et Floristique.

Galerie de l'environnement :
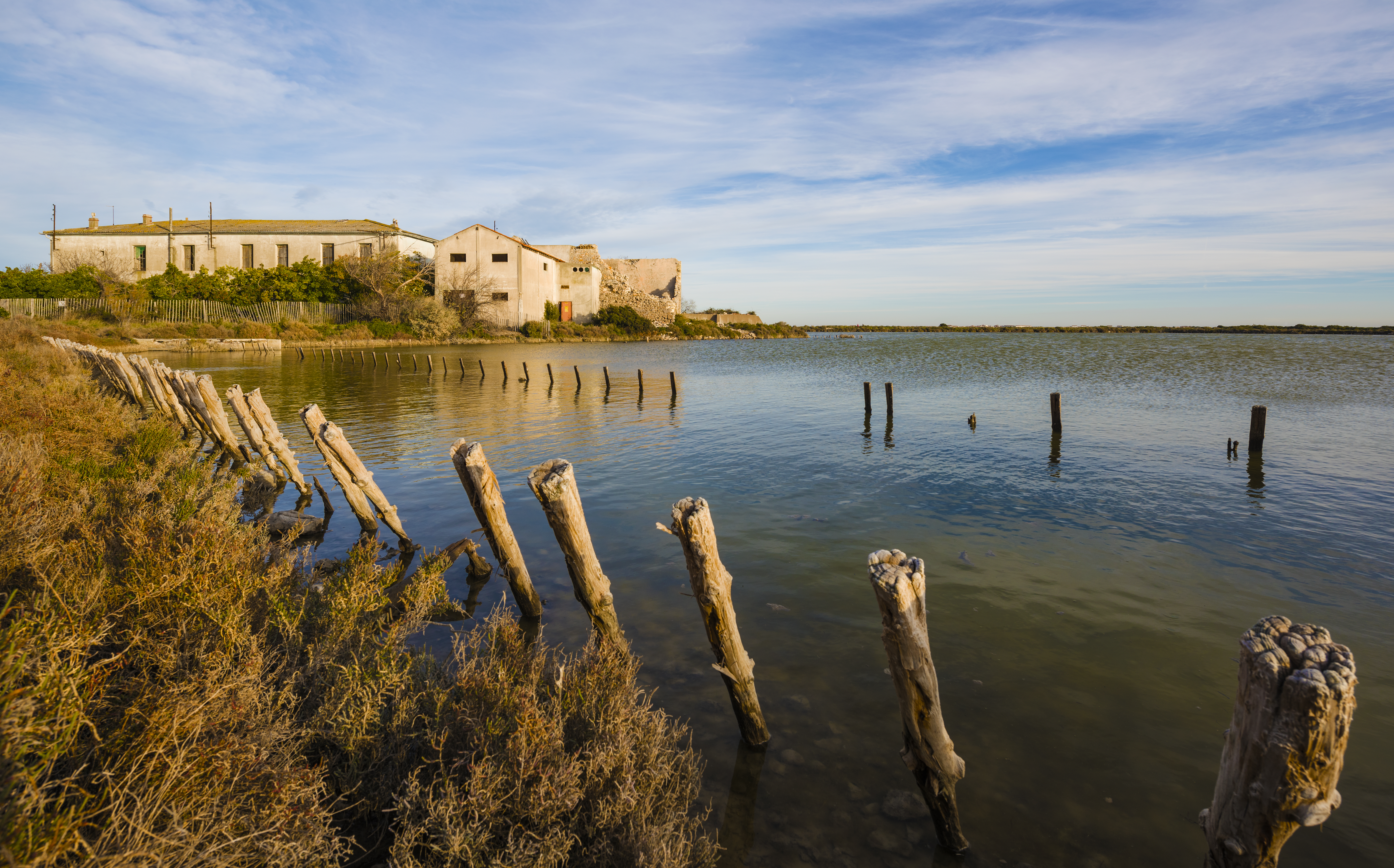
Les Salins de Frontignan.
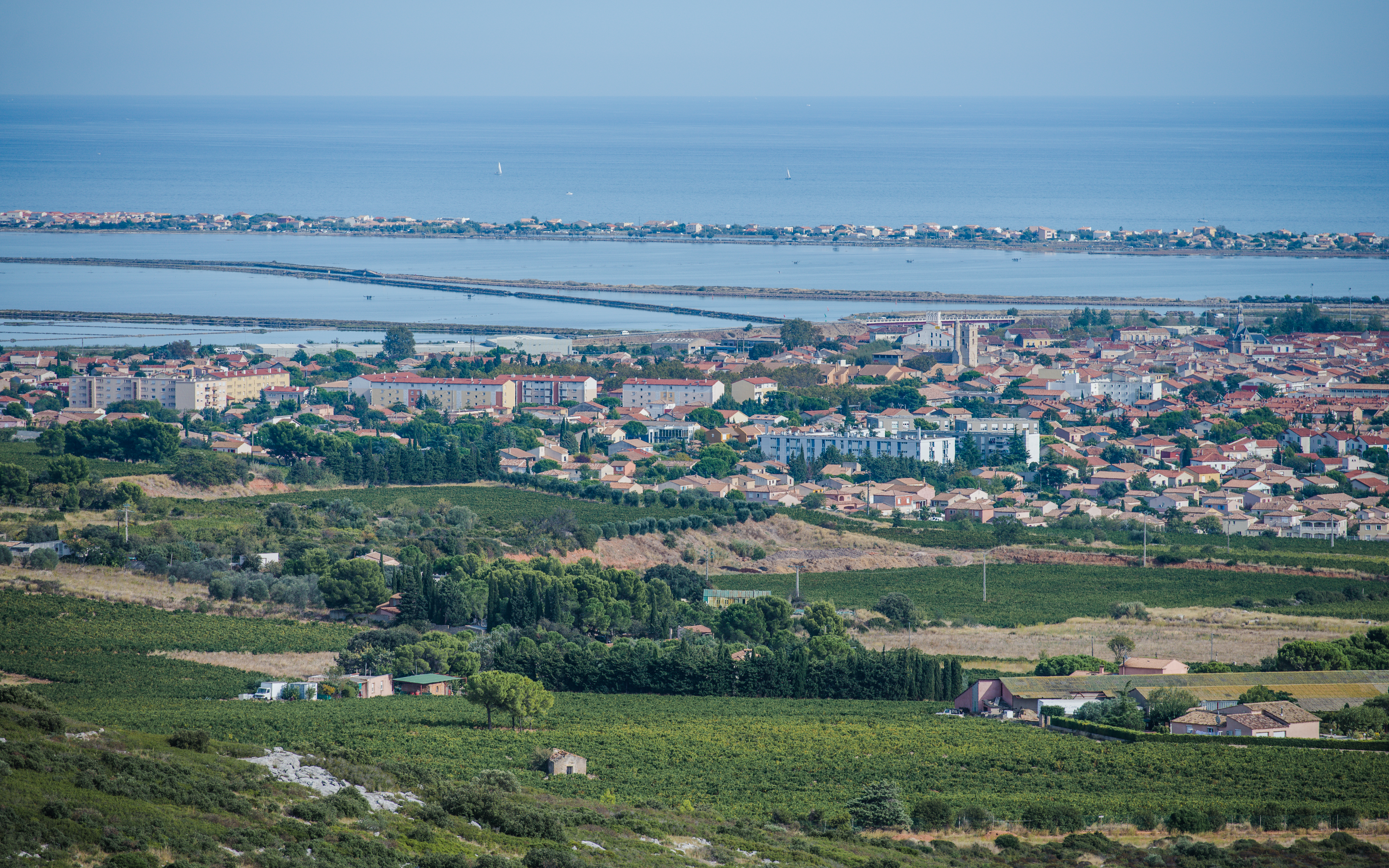
Vue depuis la Montagne de la Gardiole.
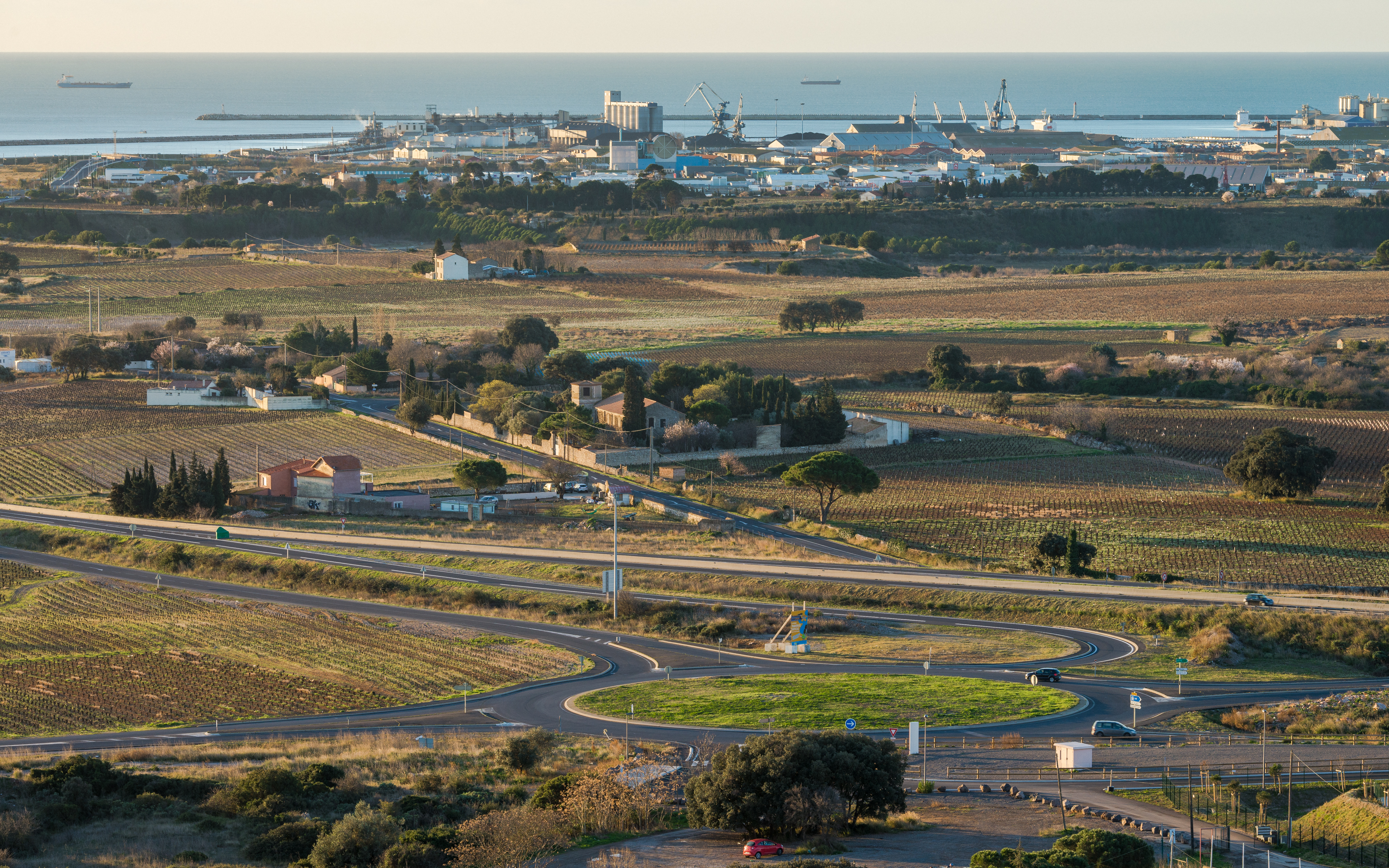
Château de Six Terres (demeure viticole, 1880).
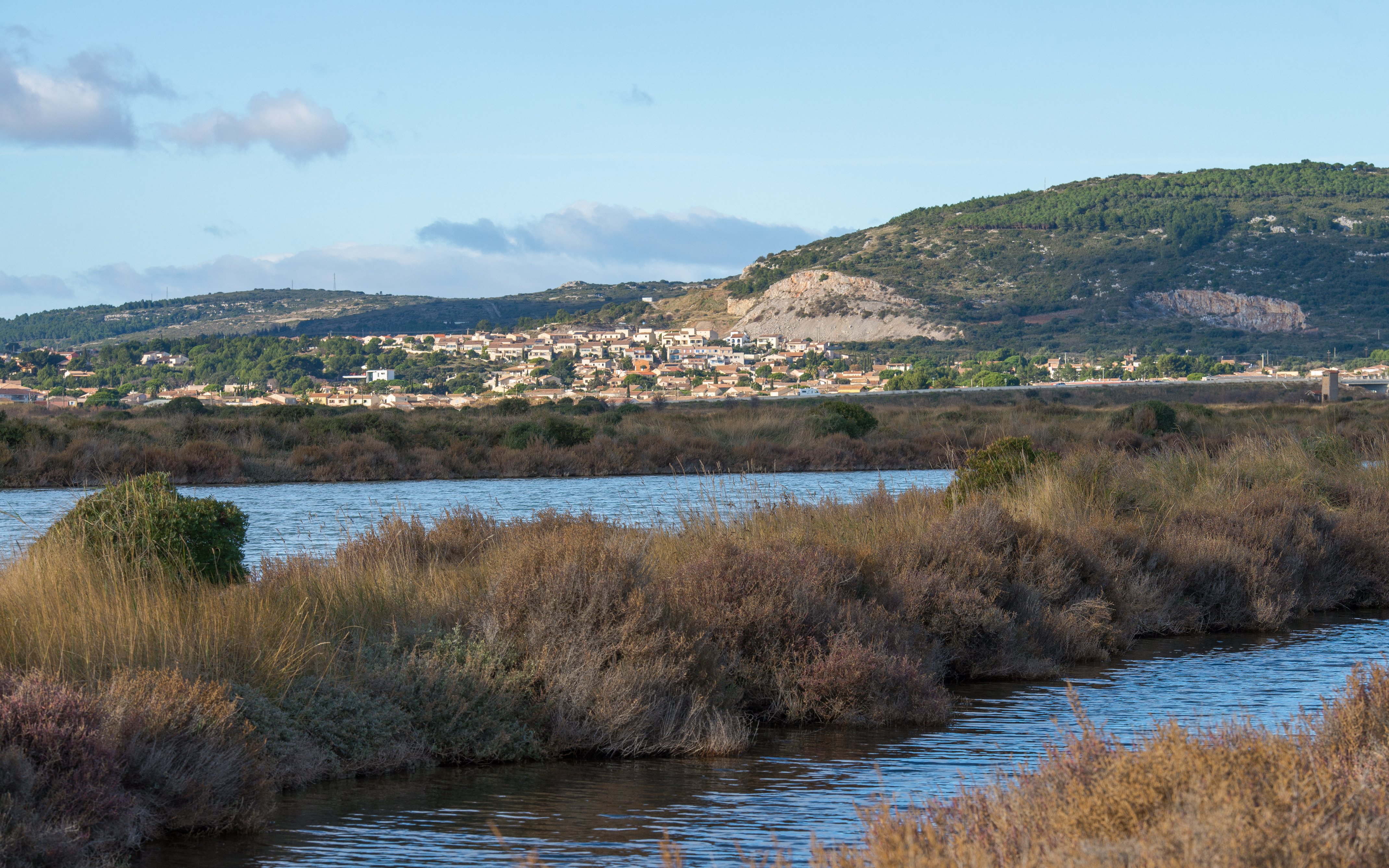
Quartier Les Crozes depuis Les Salins.
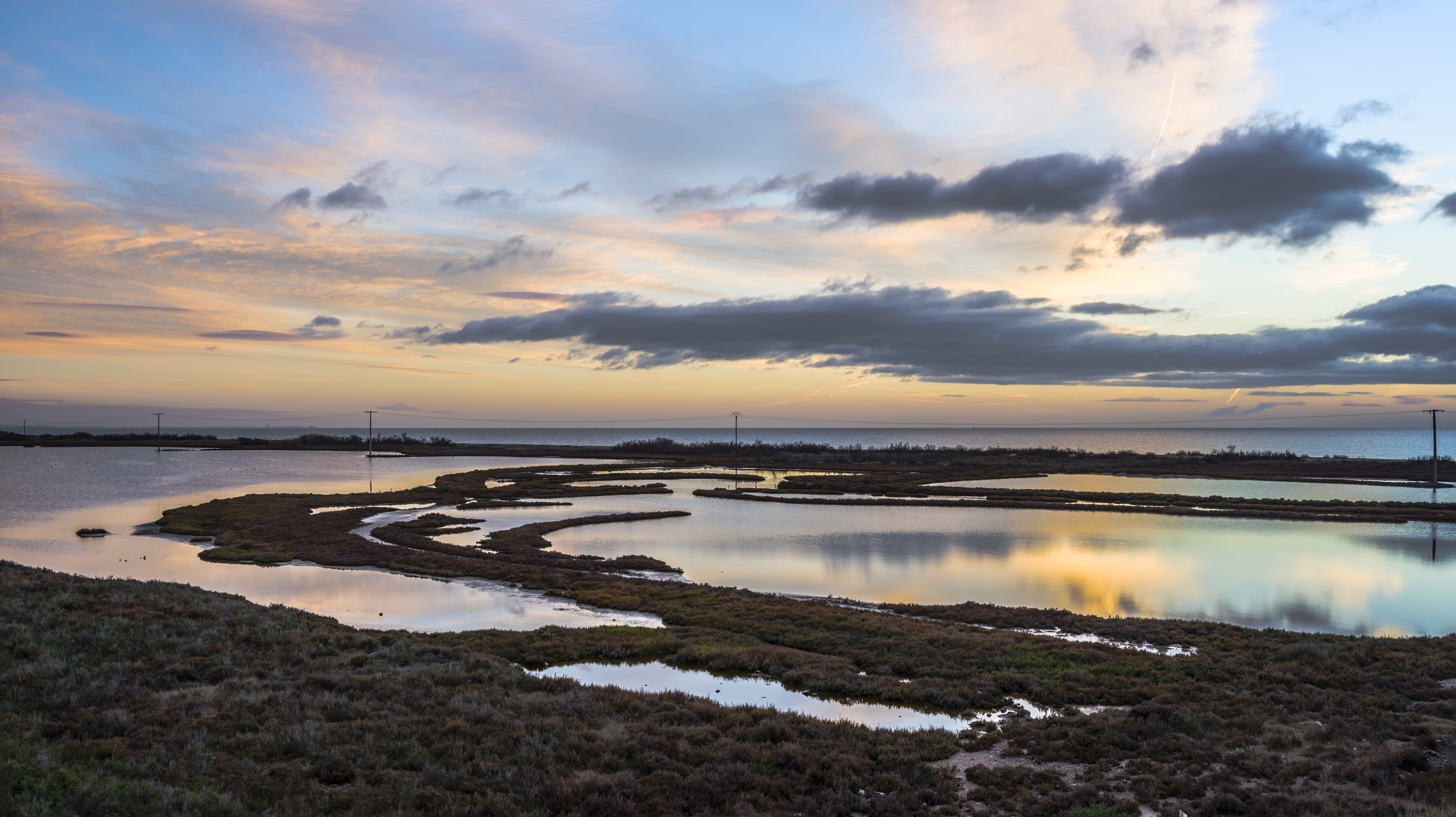
Zones humides sur le littoral - Les Aresquiers, Frontignan. Janvier 2018.

Carte des ZNIEFF de type 1 et 2 à Frontignan.
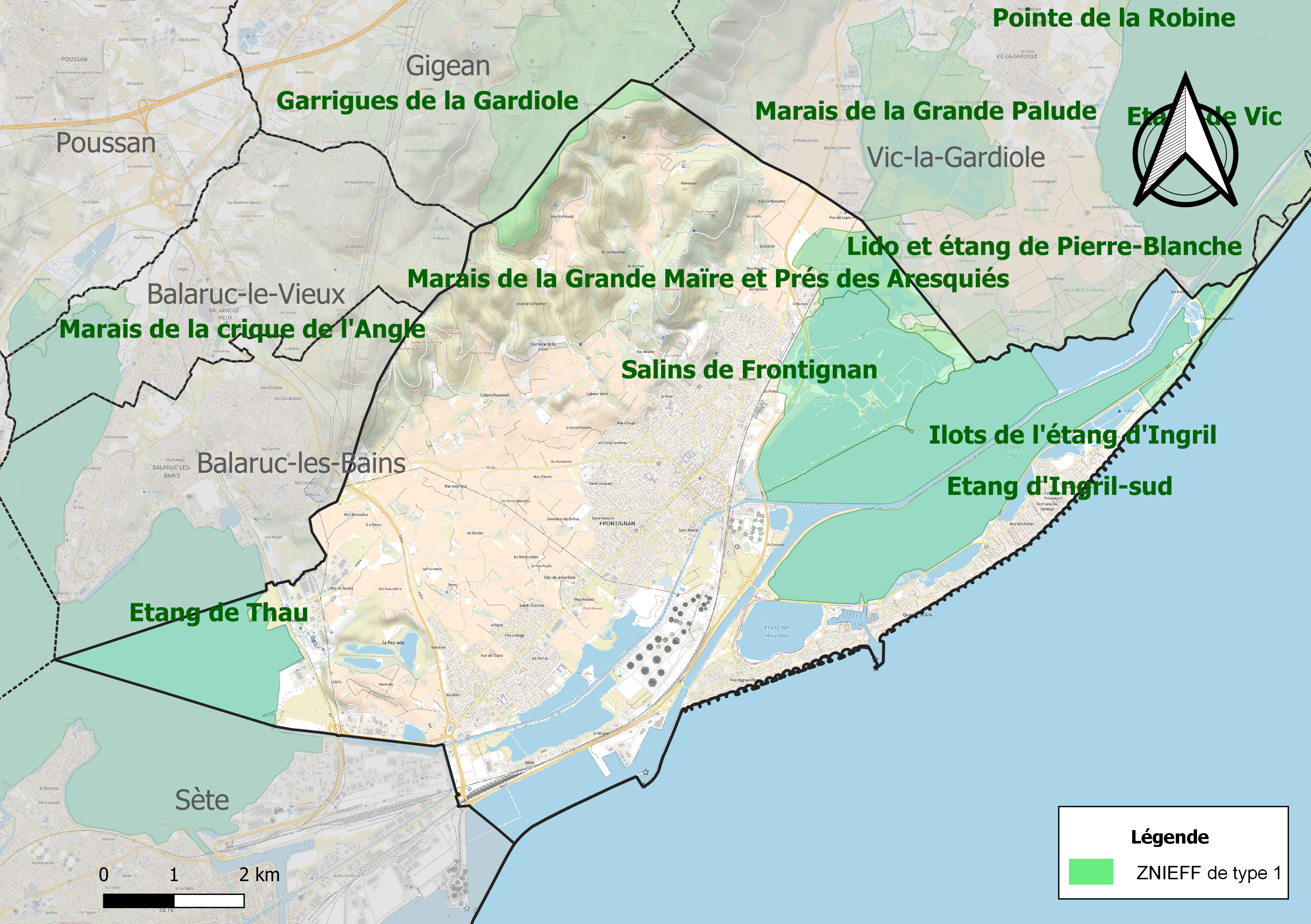
Carte des ZNIEFF de type 1 sur le territoire de la commune.
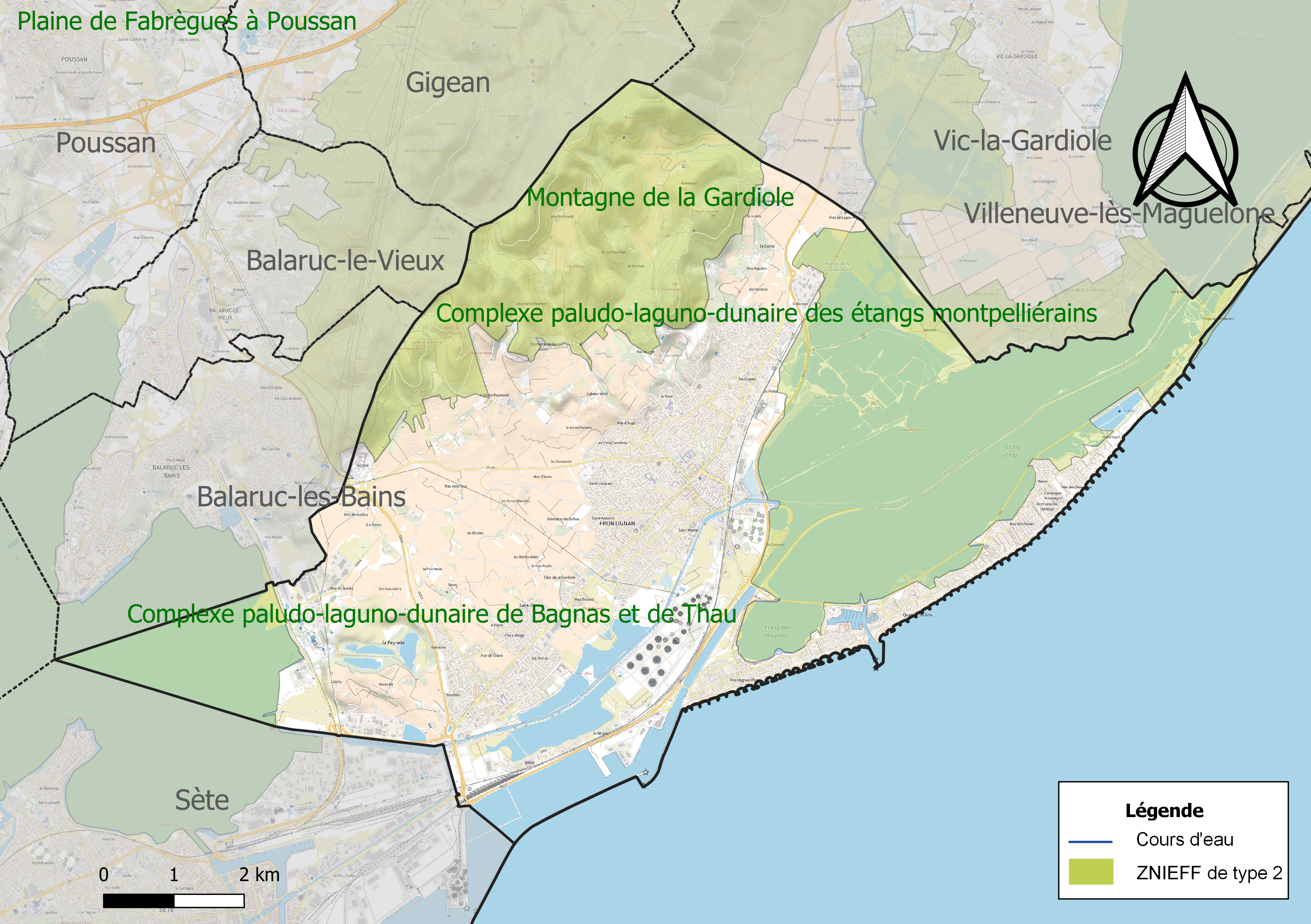
Carte des ZNIEFF de type 2 sur le territoire de la commune.

## Urbanisme

### Typologie
Au 1er janvier 2024, Frontignan est catégorisée centre urbain intermédiaire, selon la nouvelle grille communale de densité à sept niveaux définie par l'Insee en 2022.
Elle appartient à l'unité urbaine de Sète, une agglomération intra-départementale regroupant sept  communes, dont elle est ville-centre,,. Par ailleurs la commune fait partie de l'aire d'attraction de Montpellier, dont elle est une commune de la couronne,. Cette aire, qui regroupe 161 communes, est catégorisée dans les aires de 700 000 habitants ou plus (hors Paris),.
La commune, bordée par la mer Méditerranée, est également une commune littorale au sens de la loi du 3 janvier 1986, dite loi littoral. Des dispositions spécifiques d’urbanisme s’y appliquent dès lors afin de préserver les espaces naturels, les sites, les paysages et l’équilibre écologique du littoral, tel le principe d'inconstructibilité, en dehors des espaces urbanisés, sur la bande littorale des 100 mètres, ou plus si le plan local d’urbanisme le prévoit.

### Occupation des sols

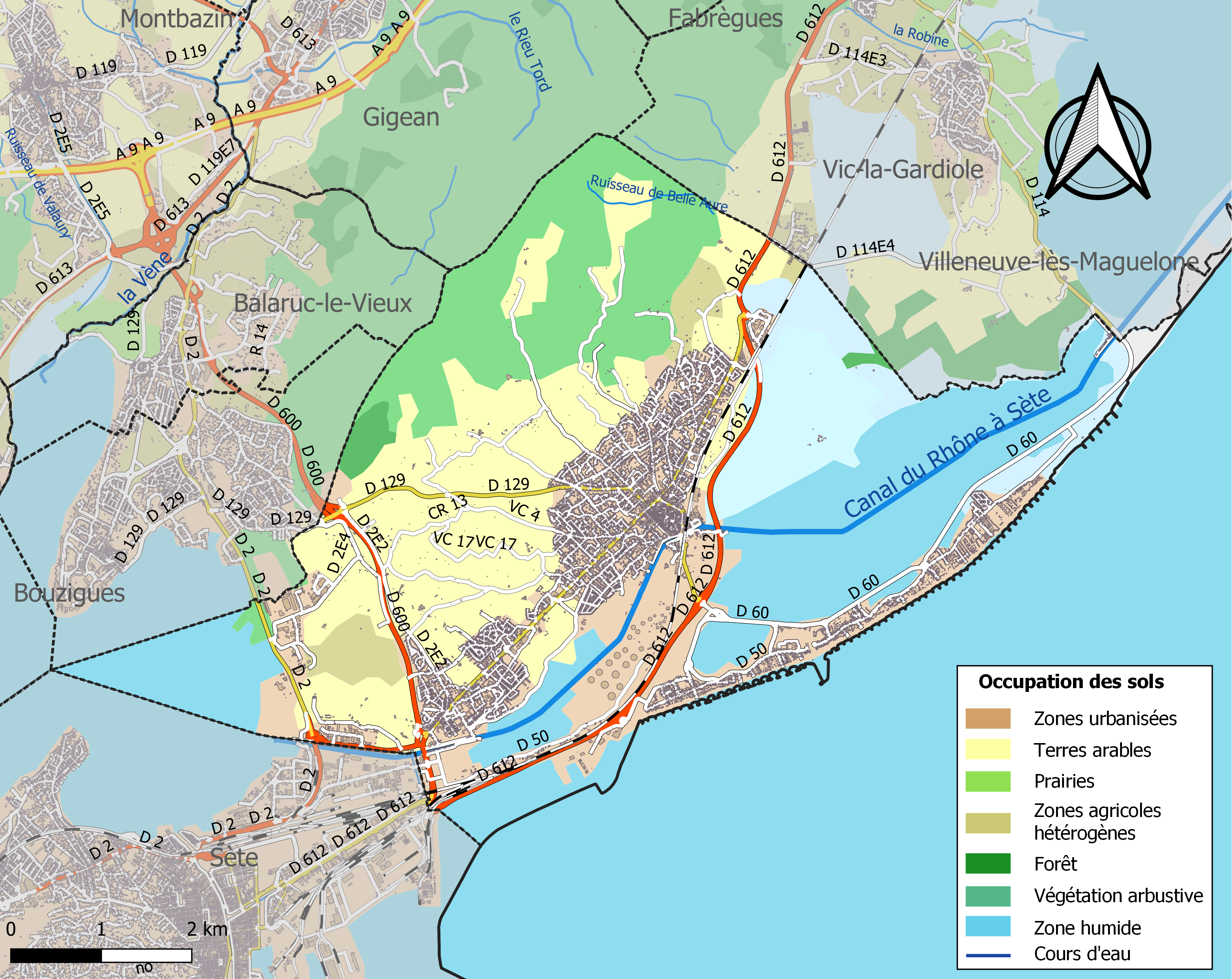
Carte des infrastructures et de l'occupation des sols de la commune en 2018 (CLC).

L'occupation des sols de la commune, telle qu'elle ressort de la base de données européenne d’occupation biophysique des sols Corine Land Cover (CLC), est marquée par l'importance des territoires agricoles (27,9 % en 2018), une proportion sensiblement équivalente à celle de 1990 (28,5 %). La répartition détaillée en 2018 est la suivante : 
cultures permanentes (25,3 %), eaux maritimes (21,5 %), zones urbanisées (16,4 %), milieux à végétation arbustive et/ou herbacée (14 %), zones humides côtières (9,6 %), zones industrielles ou commerciales et réseaux de communication (8,5 %), zones agricoles hétérogènes (2,5 %), forêts (1 %), espaces verts artificialisés, non agricoles (0,7 %), espaces ouverts, sans ou avec peu de végétation (0,4 %).
L'IGN met par ailleurs à disposition un outil en ligne permettant de comparer l’évolution dans le temps de l’occupation des sols de la commune (ou de territoires à des échelles différentes). Plusieurs époques sont accessibles sous forme de cartes ou photos aériennes : la carte de Cassini (XVIIIe siècle), la carte d'état-major (1820-1866) et la période actuelle (1950 à aujourd'hui).

### Quartiers
La ville de Frontignan est composée de 11 quartiers : Barnier, Crozes / Pielles, Cœur de ville / Anatole-France, Frontignan-Plage, Prés Saint Martin, La Peyrade / Méreville, Lierles / Félibre, Mas de Chave, Les Vignaux / Europe, Terres Blanches et Carrières / Les Deux Pins.
Les Deux-Pins, quartier prioritaire situé dans le nord de la ville, compte près de 1 100 habitants en 2018.

### Voies de communication et transports
Accès routiers
La ville est desservie par la route D612 (ancienne route nationale N112), la route départementale D600 (ancienne route nationale N 300) qui relie Sète, et donc la commune de Frontignan, à l'autoroute A9 ( 33 Sète) ainsi que la route départementale D129 qui relie Frontignan à Balaruc-les-Bains.
Le conseil départemental de l'Hérault a aménagé deux pistes cyclables. Une permettant de relier le centre-ville aux plages en continuant vers Vic-la-Gardiole et une autre reliant le quartier de La Peyrade à Sète. Frontignan La Peyrade comptabilise 40 km d’itinéraires cyclables.
Transports urbains
Le réseau de transport en commun régulier est organisé par Sète Agglopôle Mobilité pour quatre lignes et Hérault Transport pour une ligne.
- ligne  : Sète Noël Guignon / Frontignan le Barnier[28] ;
- ligne  : Sète gare SNCF / Frontignan les Arènes[29] ;
- ligne  : Frontignan-Plage St Eugène / Frontignan Roche Combes[30] ;
- ligne  : Mireval la Canabière / Vic / Frontignan Arènes[31] ;
- ligne 602 : Sète / Montpellier-Sabine en correspondance avec la ligne 2 du tramway de Montpellier[32].

Transport ferroviaire
La ligne de chemin de fer Tarascon-Sète traverse le territoire et possède une gare TER SNCF située dans le quartier du « cœur de ville » proche du canal du Rhône à Sète. Le tracé de la voie ferrée unique validée en 1836. La première circulation officielle en 1838 et l'inauguration le 9 juin 1839. Une deuxième voie ferrée en 1852.
Voies navigables

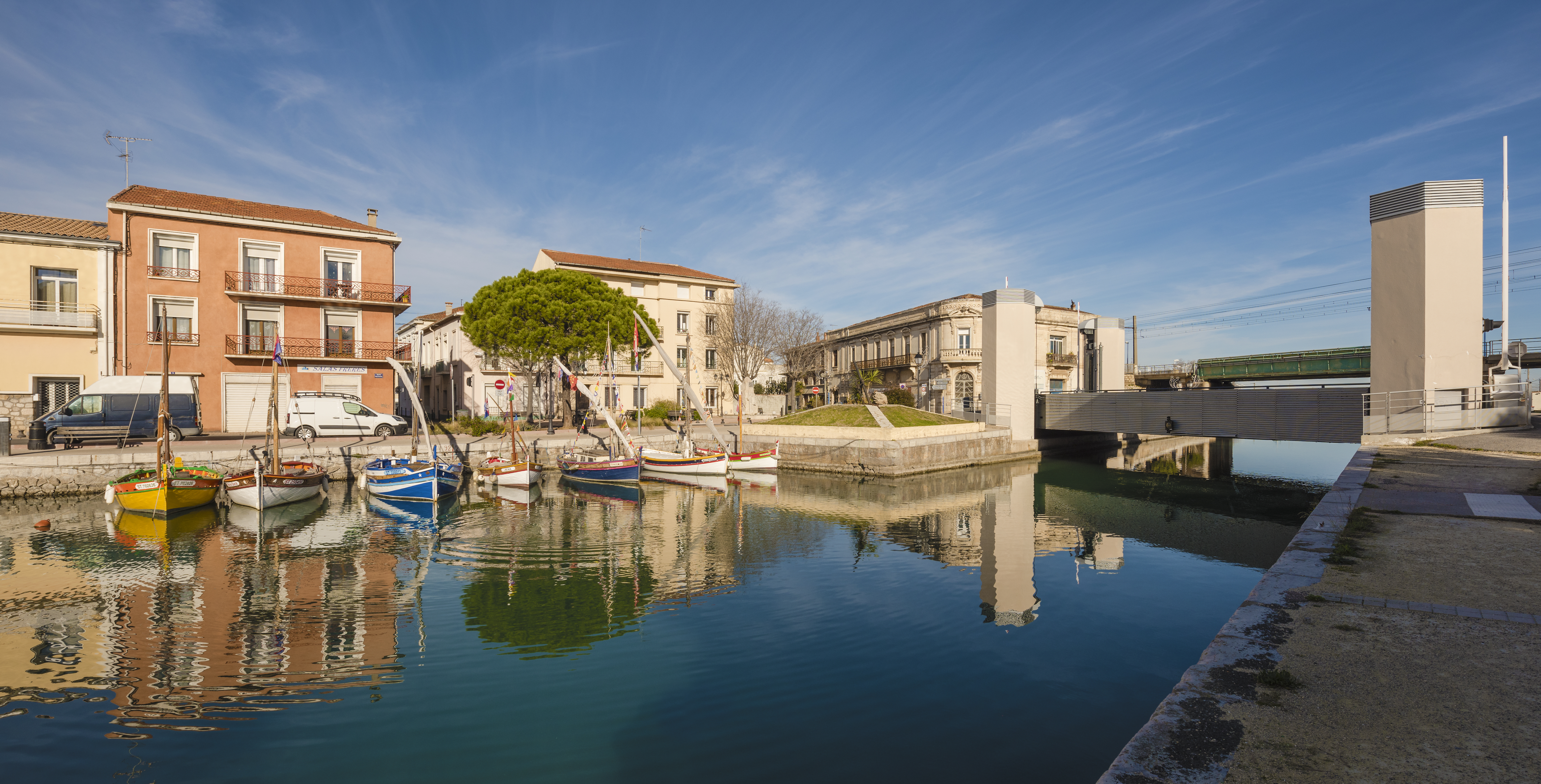
Le canal du Rhône à Sète en ville.

La ville de Frontignan se trouve au croisement de deux canaux :
- Le canal du Rhône à Sète entame ses premiers kilomètres au sud de Frontignan, passe sous le pont mobile "canal Halte de plaisance" avant de passer par un chenal aménagé au milieu des étangs héraultais. Il se jette dans l'étang de Thau et est prolongé à Marseillan par le Canal du Midi ;
- Le nouveau canal qui aboutit dans le port de Sète-Frontignan.

### Risques majeurs
Le territoire de la commune de Frontignan est vulnérable à différents aléas naturels : météorologiques (tempête, orage, neige, grand froid, canicule ou sécheresse), inondations, feux de forêts et séisme (sismicité faible). Il est également exposé à deux risques technologiques,  le transport de matières dangereuses et  le risque industriel. Un site publié par le BRGM permet d'évaluer simplement et rapidement les risques d'un bien localisé soit par son adresse soit par le numéro de sa parcelle.

#### Risques naturels
La commune fait partie du territoire à risques importants d'inondation (TRI) de Sète, regroupant 8 communes exposées aux débordements de cours d'eau et à la submersion marine et par les étangs, un des 31 TRI qui ont été arrêtés fin 2012 sur le bassin Rhône-Méditerranée. Les événements significatifs antérieurs à 2019 sont les crues de 1937, de 1953 (Montbazin - La crue la plus importante de mémoire d’homme), de 1955, de 1963, de 1979, de 1987, la plus présente dans la mémoire collective, de 1997 (Balaruc-le-Vieux 80 cm à 1 m d’eau sur la route, Rue du camping au passage de l’Agau), de 2003 et d'automne 2014 (Plusieurs épisodes hydrométéorologiques notables se sont succédé sur l’arc méditerranéen causant des décès et des dégâts considérables). Des cartes des surfaces inondables ont été établies pour trois scénarios : fréquent (crue de temps de retour de 10 ans à 30 ans), moyen (temps de retour de 100 ans à 300 ans) et extrême (temps de retour de l'ordre de 1 000 ans, qui met en défaut tout système de protection). La commune a été reconnue en état de catastrophe naturelle au titre des dommages causés par les inondations et coulées de boue survenues en 1982, 1994, 1999, 2003, 2013, 2014, 2018 et 2019 et au titre des inondations par remontée de nappe en 2018,.
Frontignan est exposée au risque de feu de forêt. Un plan départemental de protection des forêts contre les incendies (PDPFCI) a été approuvé en juin 2013 et court jusqu'en 2022, où il doit être renouvelé. Les mesures individuelles de prévention contre les incendies sont précisées par deux arrêtés préfectoraux et s’appliquent dans les zones exposées aux incendies de forêt et à moins de 200 mètres de celles-ci. L’arrêté du 25 avril 2002 réglemente l'emploi du feu en interdisant notamment d’apporter du feu, de fumer et de jeter des mégots de cigarette dans les espaces sensibles et sur les voies qui les traversent sous peine de sanctions. L'arrêté du 11 mars 2013 rend le débroussaillement obligatoire, incombant au propriétaire ou ayant droit,.

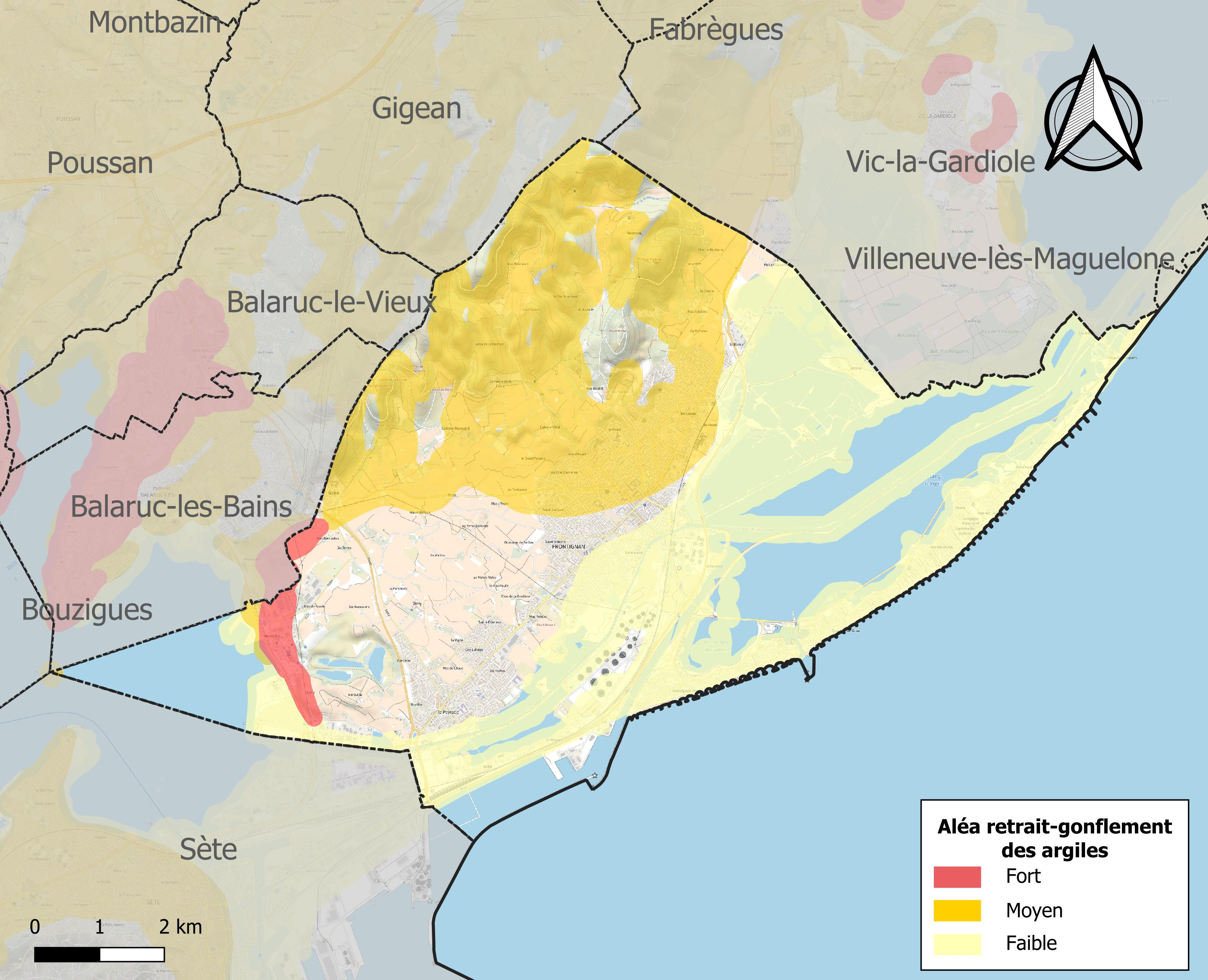
Carte des zones d'aléa retrait-gonflement des sols argileux de Frontignan.

Le retrait-gonflement des sols argileux est susceptible d'engendrer des dommages importants aux bâtiments en cas d’alternance de périodes de sécheresse et de pluie. 30,4 % de la superficie communale est en aléa moyen ou fort (59,3 % au niveau départemental et 48,5 % au niveau national). Sur les 7 610 bâtiments dénombrés sur le territoire de la commune en 2019, 2 381 sont en aléa moyen ou fort, soit 31 %, à comparer aux 85 % au niveau départemental et 54 % au niveau national. Une cartographie de l'exposition du territoire national au retrait gonflement des sols argileux est disponible sur le site du BRGM,.
Par ailleurs, afin de mieux appréhender le risque d’affaissement de terrain, l'inventaire national des cavités souterraines permet de localiser celles situées sur le territoire de la commune.

#### Risques technologiques
La commune est exposée au risque industriel du fait de la présence sur son territoire d'une entreprise soumise à la directive européenne SEVESO.
Le risque de transport de matières dangereuses dans la commune est lié à sa traversée par des infrastructures routières ou ferroviaires importantes ou la présence d'une canalisation de transport d'hydrocarbures. Un accident se produisant sur de telles infrastructures est susceptible d’avoir des effets graves sur les biens, les personnes ou l'environnement, selon la nature du matériau transporté. Des dispositions d’urbanisme peuvent être préconisées en conséquence.

## Toponymie
La commune a été connue sous les variantes : in Frontiniaco (1036-1060), S Petri de Frontiniano (1109), castellum et villam de Frontiniano (1112), castel de Frontinan (1112, 1187), castro de Frontiniano (1155), luoc de Frontinha (1361), Frontignan (1552, Rabelais, Le Quart Livre) etc.
Le nom de la ville provient d'un propriétaire terrien gallo-romain, gentilice latin Frontinius + suffixe -anum, ou bien surnom Frontinus + suffixe -i-anum,.
Le lieu de Frontiana figure sur le 4e gobelet de Vicarello, mais doit se trouver près de Loupian.

En occitan la ville se nomme « Frontinhan » [fɾun.ti.'ɲaː]. 

## Histoire

### Moyen Âge et siècles suivants

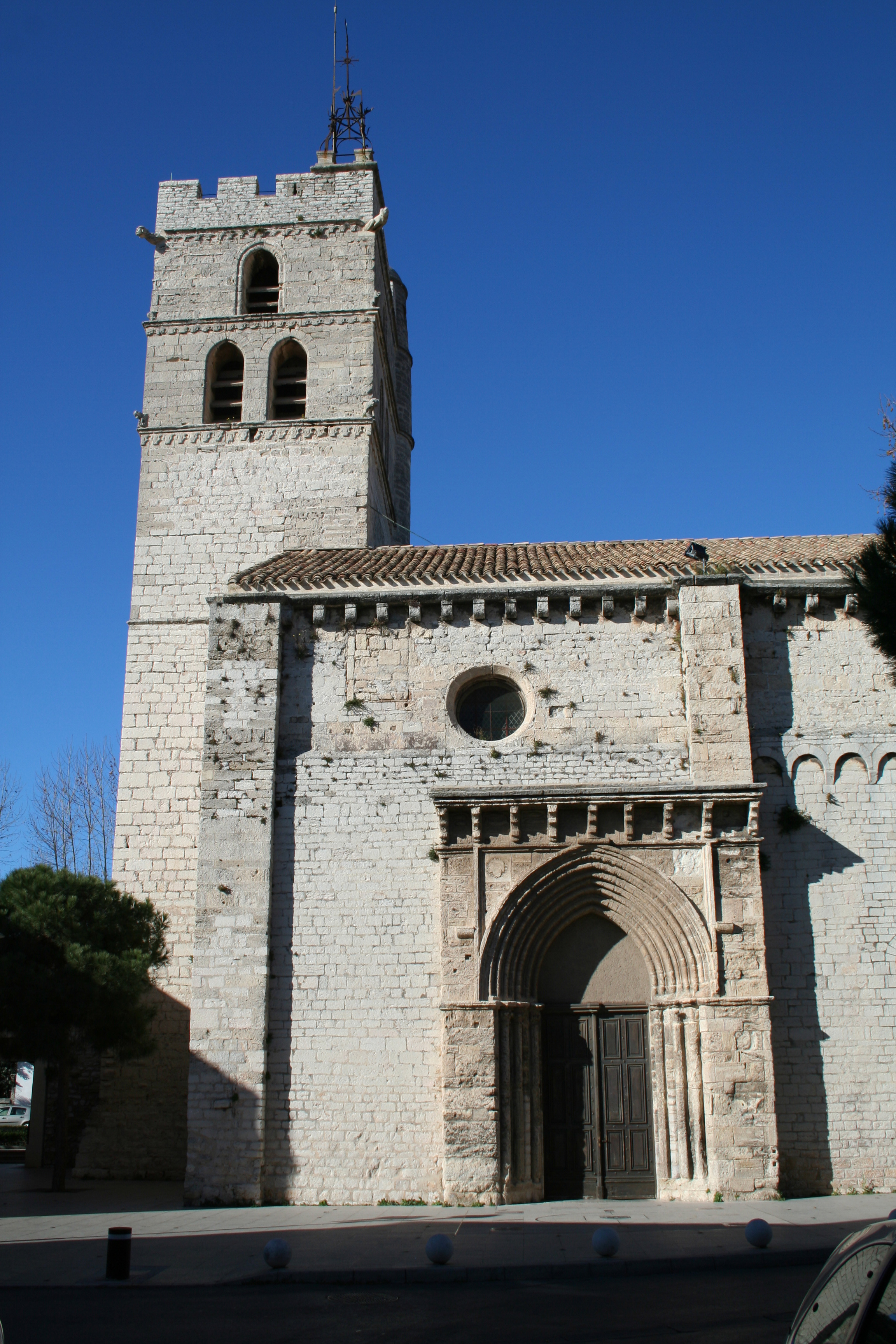
Église Saint-Paul.

Datant du IVe siècle, une mise à jour au cours de travaux est effectuée, en 1966, du dit « chemin des romains » d'une nécropole puis recouverte pour élargissement de la rue, au carrefour de la Coste.
Au cours du XIe siècle, l'église et sa tour de guet fait partie des premiers édifices de Frontignan qui dépendait du diocèse de Maguelone.
Au début du XIIIe siècle, Frontignan est rattachée à la maison de Barcelone, à la suite du mariage de Marie de Montpellier en 1204.
Au XIVe siècle, la ville revient à la couronne de France en 1349. En 1361, Frontignan est prise par des routiers commandés par Seguin de Badefol et partiellement détruite. Durant l'année 1362, la ville est fortifiée par la construction de la grande tour et de remparts. Ces derniers ont été détruits et la grande tour est devenue le clocher de l'église.
Au XVIe siècle, Frontignan est attaquée et pillée par les protestants en 1560. Durant l'année 1562, l'artisan M. Chauvin est récompensé pour sa bravoure. Après l'assaut de la cathédrale de Montpellier par les protestants, en 1567, les chanoines de la cathédrale se réfugient à Frontignan.
Au cours du XVIIe siècle, le roi Louis XIII et Richelieu se retrouvent à Frontignan le 16 juin 1642. Durant l'année 1666, la ville de Frontignan cède une partie de son territoire pour créer la ville de Sète, qui portait le nom de « Cette » à l'époque. Cette dernière commence les travaux de la création de son port et organise les premiers tournois de joutes nautiques. Dans la même année débutent les travaux du canal du Rhône à Sète, ils s'achèvent en 1811 à Beaucaire pour les relier au Rhône. Le 28 décembre 1669, l'intendant de Bezons donne son accord à Pierre-Paul Riquet pour créer une chaussée au travers de l'étang. Constituée de pierres, d'où son nom de Peirade, elle a donné son nom au quartier de la Peyrade. Avant cette création, il fallait emprunter un gué pour se rendre à Sète. En 1679, le philosophe anglais John Locke séjourne à Frontignan et fait l'éloge du muscat blanc qu'il appelle « Frontiniac ».
Au début du XVIIIe siècle, les Anglais débarquent à Sète en 1712. Ils sont repoussés à la Peyrade par le duc de Noailles venu de Montpellier. Pour acheminer la statue équestre de Louis XIV (œuvre des sculpteurs parisiens Simon Hurtrelle et Pierre Mazeline) qui sera inaugurée en 1718 sur la Promenade du Peyrou, des travaux sont réalisés dans le canal des étangs en raison de la sécheresse et d'un étiage bas, pour rejoindre le cours d'eau du Lez. En 1730, un arrêté est promulgué du Conseil d'État pour définir les limites entre les communes de Sète et Frontignan. Durant l'année 1787, Thomas Jefferson, futur président des États-Unis, séjourne à Frontignan et commande 250 bouteilles de muscat. Lors de la Révolution française, les citoyens de la commune se réunissent au sein de la société révolutionnaire, baptisée « société populaire des sans-culottes » en l'an II.
Aux alentours de 1830, un navire marchand sombre au large des Aresquiers quelques jours après son départ. Parti du port de Marseille pour un voyage de deux à trois mois en direction des Antilles, sa cargaison est composée d'huile d'olive. En 1839, la ligne de chemin de fer de Montpellier à Sète est mis en service en passant par Frontignan. Les voies seront électrifiées en 1947.

### AuXXesiècle
Durant l'automne 1907, de graves inondations touchent le sud de la France. Le Lez et la Mosson, deux cours d'eau de l'Hérault, sont en crue. Leur déversement dans les étangs fait rapidement monter le niveau de l'eau. Ainsi, au 20 décembre, une partie des rues de Frontignan sont sous les eaux, et le déplacement ne peut se faire qu'en barque. L'eau reste dans les rues de la ville durant 40 jours, les pluies incessantes l'empêchant de s'évacuer. À la suite d'une nouvelle montée des eaux du canal et des étangs, le conseil municipal décide, à la fin février 1908, de creuser une rigole entre les eaux des étangs (notamment l'étang d'Ingril) et la mer. Ces travaux permettent de vider la ville et les étangs du trop-plein d'eau. Le 28 avril 1908, l'État accorde 450 000 francs au département de l'Hérault pour les réparations nécessaires.
Pendant la Première Guerre mondiale, Frontignan a hébergé le Centre d'instruction des mitrailleurs de la 16e légion, qui procédait à des exercices dans le massif de la Gardiole. Comme toutes les communes française, Frontignan paya un lourd tribut puisque 131 jeunes gens moururent dans les tranchées.
Fin juin 1940, l'homme d'État Paul Reynaud est victime d'un accident de la circulation à La Peyrade, quartier de Frontignan. Sa Juvaquatre Renault vient s'encastrer contre un platane. Le conducteur est légèrement blessé à la tête, la passagère meurt sur le coup; il s'agissait de madame Hélène de Portes, sa concubine.
Durant la Seconde Guerre mondiale, de 1940 à 1942, la ville accueillait une batterie du 404e régiment de DCA, installée sur la route de la plage au lieu-dit Le Caramus. Ces locaux, aujourd'hui remplacés par les arènes, furent désertés à l'arrivée des Allemands au mois de novembre 1942. Ceux-ci les réquisitionnèrent, ainsi que des bâtiments communaux tels l'école Anatole-France ou encore le théâtre. Les plages furent minées, sur le sable ainsi qu'au large, et ils construisirent plusieurs blockhaus et batteries. L'armement allemand à Frontignan-Plage était composé de : Quatre canons Skoda de 150 mm, un canon Bofors suédois 40 mm, un canon Oerlikon suisse de 20 mm, un canon double Hotchkiss de 13,2 mm, deux canons quadruples Hotchkiss de 13,2 mm et quatre batteries anti-aériennes de 75 mm, 100 à 120 hommes furent nécessaires pour tenir cet armement. Les 13 et 14 août 1944, des bombardements détruisent plusieurs pièces d'artillerie allemande, tuant également plus d'une dizaine de soldats ainsi que le lieutenant qui commandait le lieu. Les Allemands quittèrent la ville le 18 août 1944, ayant reçu l'ordre d'évacuer à la suite du débarquement de Provence.
Parmi les réseaux et mouvements de la Résistance, des frontignanais formèrent le groupe « Samson », qui faisait partie des Forces Françaises de l'Intérieur. La ville fut bombardée par la 15th USAAF le 25 juin 1944. À 9 h 45, les sirènes se déclenchèrent et à 10 h 5, les premières bombes atteignent la raffinerie de pétrole. Quelques minutes plus tard, une seconde vague d'avions arrive, mais ceux-ci, trompés par les fumées, bombardèrent une partie de la ville. Ce bombardement tua 39 civils, et une majorité des bâtiments du centre-ville furent détruits ou endommagés. La reconstruction ne se termina que 15 ans plus tard, modifiant considérablement l'aspect du centre-ville, qui perdit son caractère de ville méridionale et ses petites rues pour une bourgade au plan désormais plus aéré.
Dans la nuit du 27 au 28 novembre 1947, lors d'un épisode de forte mer, le pinardier le « Roger-Juliette » fit naufrage à quelques centaines de mètres de la plage Les Mouettes. Le directeur d'une colonie de vacances aperçut, vers 21 h 30, les feux d'un bateau en détresse qui venait de subir une panne des machines. La force des vagues le coucha sur le flanc au moment où sa coque toucha le fond. Appelé sur place, le maire Georges Aillaud, organisa rapidement les secours. Malheureusement, les pompiers de Frontignan et même ceux de Sète n'avaient aucun moyen pour aider les marins (la flotte de sauvetage de Sète avait été détruite par les Allemands durant la guerre). Ils tentèrent en vain de les secourir à l'aide de fusées lance-filins mais le fort vent et la mer démontée rendirent inutiles leurs efforts. Le naufrage fit six victimes, il n'y eut qu'un seul survivant, et relança la nécessité d'avoir une force de sauvetage en mer sur cette partie de la côte méditerranéenne. Le Roger-Juliette était un navire de 30 mètres de long, construit en 1916, enregistré à Lorient et appartenant à la compagnie Tarin et Yvon.
Le 28 février 1960, lors d'un voyage officiel dans le Sud de la France, le président de la République Charles de Gaulle fait une halte à Sète puis à Frontignan[réf. nécessaire].
Le 25 juin 1985, le président de la République François Mitterrand inaugure la Z. I. Portuaire et lance le premier maillon du tunnel de congélation[réf. nécessaire].

## Politique et administration

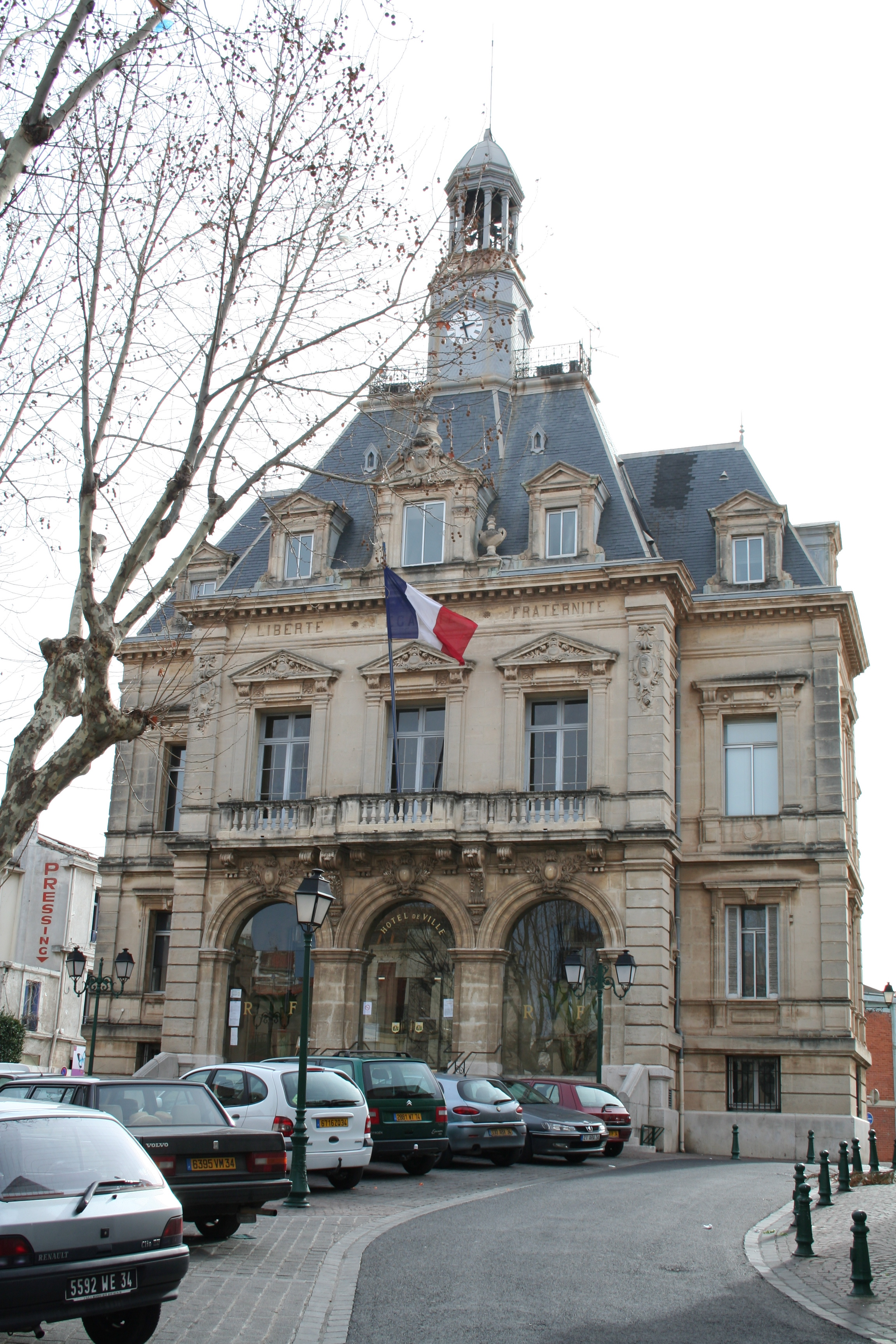
Mairie

### Tendances politiques et résultats
Marine Le Pen arrive en tête du premier tour des élections présidentielles de 2017 et de 2022, des résultats dus à la colère des habitants en raison de la désindustrialisation, du chômage élevé, des petits salaires et de la pression foncière.

### Jumelages
| Ville | Ville         | Pays | Pays     | Période     |
| ----- | ------------- | ---- | -------- | ----------- |
|       | Gaète         |      | Italie   | depuis 1997 |
|       | M'diq         |      | Maroc    | depuis 2018 |
|       | Pineda de Mar |      | Espagne  | depuis 2010 |
|       | Vizela        |      | Portugal | depuis 2007 |

### Sécurité
Pour son territoire communal, Frontignan dispose d'une police municipale et la présence d'un commissariat subdivisionnaire de la police nationale. Pour la sécurité des habitants, un centre de secours de sapeurs pompiers est présent sur le territoire de la commune. Compte tenu de sa proximité maritime, un service de sauvetage en mer est présent. Une station de la société nationale de sauvetage en mer (SNSM) est basée à l'ancienne capitainerie de l'avant port de plaisance renseignement nouvelle capitainerie.

## Population et société

### Démographie

#### Évolution démographique
L'évolution du nombre d'habitants est connue à travers les recensements de la population effectués dans la commune depuis 1793. Pour les communes de plus de 10 000 habitants les recensements ont lieu chaque année à la suite d'une enquête par sondage auprès d'un échantillon d'adresses représentant 8 % de leurs logements, contrairement aux autres communes qui ont un recensement réel tous les cinq ans,.

En 2022, la commune comptait 23 788 habitants, en évolution de +5,63 % par rapport à 2016 (Hérault : +7,49 %, France hors Mayotte : +2,11 %).
| 1793  | 1800  | 1806  | 1821  | 1831  | 1836  | 1841  | 1846  | 1851  |
| ----- | ----- | ----- | ----- | ----- | ----- | ----- | ----- | ----- |
| 1 100 | 1 416 | 1 398 | 1 491 | 1 877 | 1 844 | 1 966 | 1 926 | 2 129 |

| 1856  | 1861  | 1866  | 1872  | 1876  | 1881  | 1886  | 1891  | 1896  |
| ----- | ----- | ----- | ----- | ----- | ----- | ----- | ----- | ----- |
| 2 077 | 2 574 | 3 000 | 3 225 | 3 537 | 3 164 | 3 326 | 3 603 | 3 902 |

| 1901  | 1906  | 1911  | 1921  | 1926  | 1931  | 1936  | 1946  | 1954  |
| ----- | ----- | ----- | ----- | ----- | ----- | ----- | ----- | ----- |
| 4 470 | 4 668 | 5 174 | 5 283 | 5 483 | 5 859 | 6 243 | 6 096 | 6 998 |

| 1962  | 1968   | 1975   | 1982   | 1990   | 1999   | 2006   | 2011   | 2016   |
| ----- | ------ | ------ | ------ | ------ | ------ | ------ | ------ | ------ |
| 8 309 | 11 141 | 12 238 | 14 951 | 16 245 | 19 145 | 22 410 | 22 719 | 22 521 |

| 2021   | 2022   | - | - | - | - | - | - | - |
| ------ | ------ | - | - | - | - | - | - | - |
| 23 808 | 23 788 | - | - | - | - | - | - | - |

#### Pyramide des âges
En 2018, le taux de personnes d'un âge inférieur à 30 ans s'élève à 31,3 %, soit en dessous de la moyenne départementale (35,4 %). À l'inverse, le taux de personnes d'âge supérieur à 60 ans est de 29,4 % la même année, alors qu'il est de 27,5 % au niveau départemental.
En 2018, la commune comptait 10 666 hommes pour 12 065 femmes, soit un taux de 53,08 % de femmes, légèrement supérieur au taux départemental (52,24 %).
Les pyramides des âges de la commune et du département s'établissent comme suit.
| Hommes | Classe d’âge | Femmes |
| ------ | ------------ | ------ |
| 0,8    | 90 ou +      | 1,6    |
| 9,0    | 75-89 ans    | 11,1   |
| 17,5   | 60-74 ans    | 18,6   |
| 22,7   | 45-59 ans    | 22,0   |
| 16,6   | 30-44 ans    | 17,2   |
| 15,9   | 15-29 ans    | 13,7   |
| 17,5   | 0-14 ans     | 15,9   |

| Hommes | Classe d’âge | Femmes |
| ------ | ------------ | ------ |
| 0,8    | 90 ou +      | 1,9    |
| 8      | 75-89 ans    | 9,9    |
| 17,2   | 60-74 ans    | 18,3   |
| 18,9   | 45-59 ans    | 18,8   |
| 18,3   | 30-44 ans    | 17,8   |
| 19,3   | 15-29 ans    | 17,9   |
| 17,5   | 0-14 ans     | 15,3   |

### Enseignement
La commune de Frontignan est située dans l'académie de Montpellier. Elle dispose de :
- Groupes scolaires publics : Les Crozes, les Terres Blanches, Anatole France, les Lavandins et Marcel Pagnol ;
- Ensemble scolaire privé : Sainte Thérèse ;
- Collège public : Les Deux Pins et Simone de Beauvoir ;
- Collège privé : Sainte Thérèse ;
- Lycée privé d'enseignement professionnel agricole : Maurice Clavel.

### Santé
La commune de Frontignan dispose de deux structures permettant l'accueil de la petite enfance (Crèches : Félicie Ametller 1 et Roger Michel) et de trois établissements d'hébergement pour personnes âgées dépendantes (EHPAD) avec les résidences : Les Muscates, Saint-Jacques et Anatole-France.

### Sports
Joute nautique

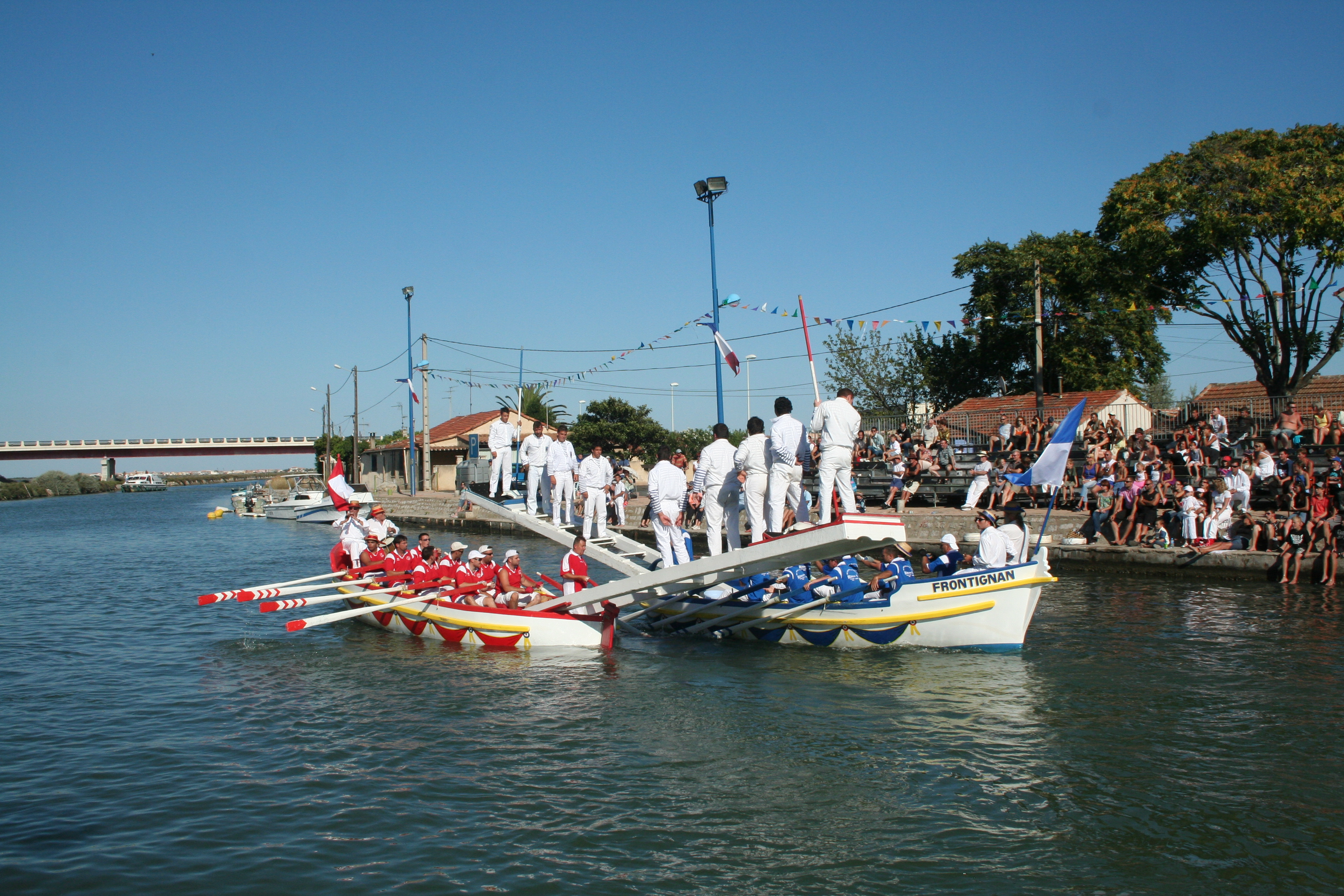
Tournoi de joutes nautiques organisé à Frontignan en 2008.

La joute nautique est pratiquée à Frontignan depuis plusieurs siècles, les premiers écrits recensés datant du XVIIe siècle. Depuis le début du XXe siècle, un tournoi se tient chaque 14 juillet. Trois sociétés : la Société des Joutes Frontignaises est active, le Pavois Sportif Lapeyradois périodes de (1921-1977 et 1987-1990), l'Amicale des Jouteurs de Frontignan période (1989-1994)

### Infrastructures de sports et loisirs
- Espace A. Soubrier ;
- Gymnase G. Sganga ;
- Gymnase Roger-Arnaud ;
- Halle des sports Nikola-Karabatic ;
- Salle omnisports Henri-Ferrari ;
- Complexe sportif Lucien-Jean ;
- Esprit Paul-Granier ;
- Piscine (Le NOF) (Piscine Tournesol) ;
- Arènes ;
- Circuit Moto Cross "La Cible" ;
- Piste de Bicross ;
- Club de Triathlon : Tri Run de Frontignan ;
- Dans la station balnéaire de Frontignan-Plage ;
- Équipe de handball : Thau Handball (THB) ;
- Équipe de rugby à XV : Thau Rugby ;
- Équipe de vétérans du rugby : Les Os de Vie ;
- Club de Basketball : le FPB (Frontignan La Peyrade Basket) ;
- Deux clubs de football : l'ASFAC (Association Sportive Frontignan Athlétic Club, créée en 1954) et l'OLP (Olympique de la Peyrade) ;
- BMX de Frontignan ;
- Moto Club la Cible ;
- Club de tir à l'arc, Les archers du soleil[64].

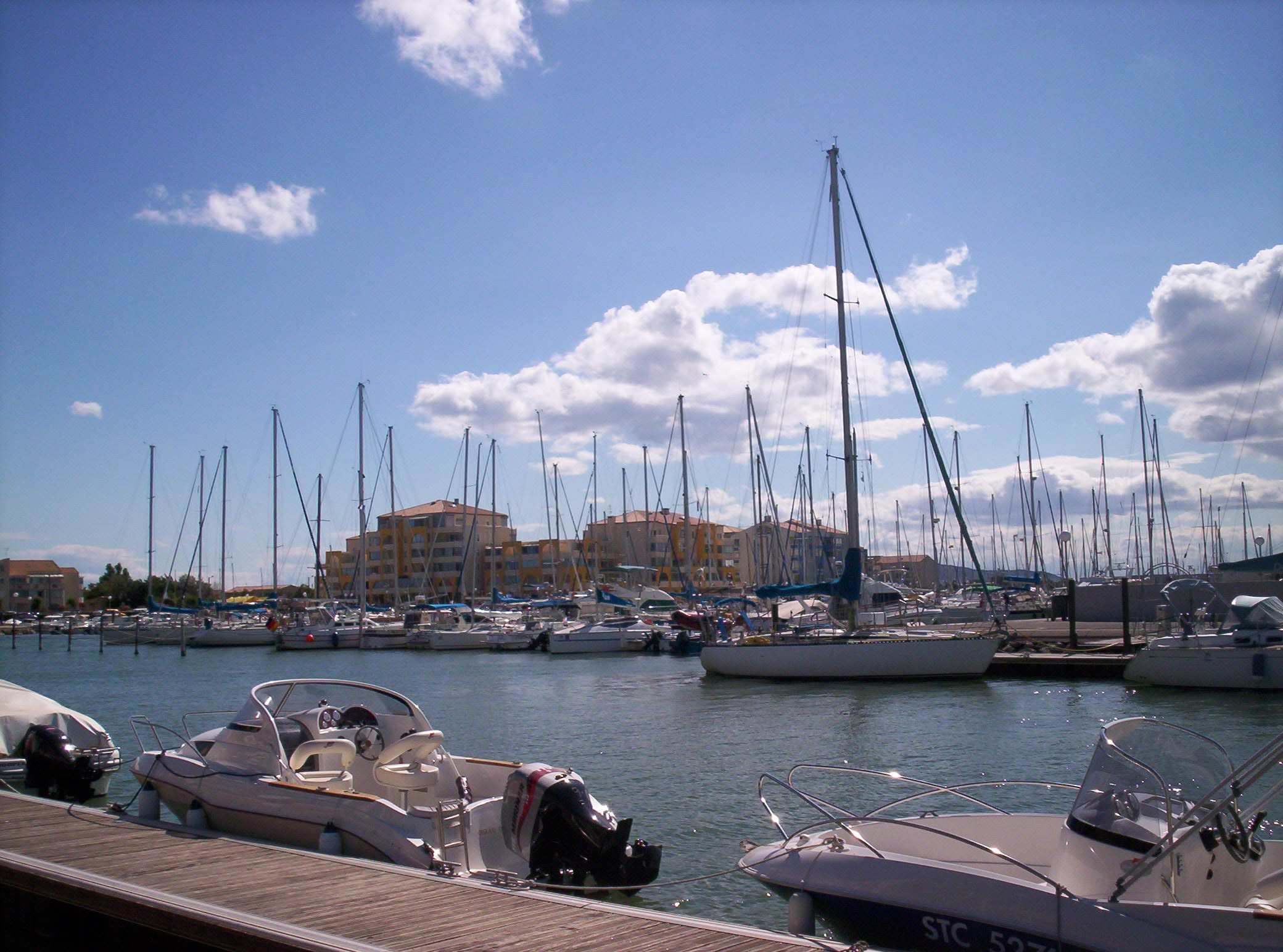
Port de plaisance
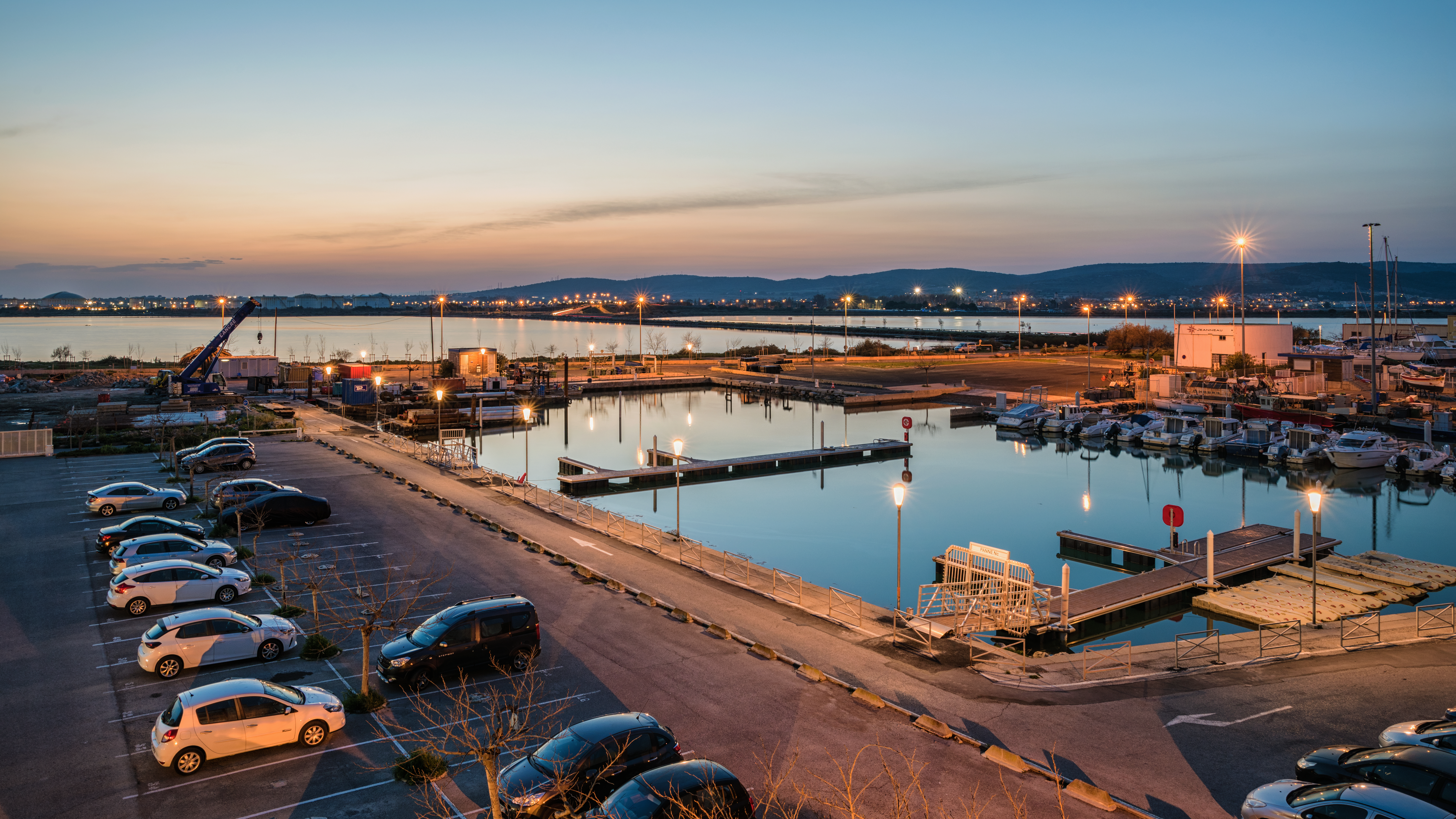
La partie ouest du Port de Frontignan
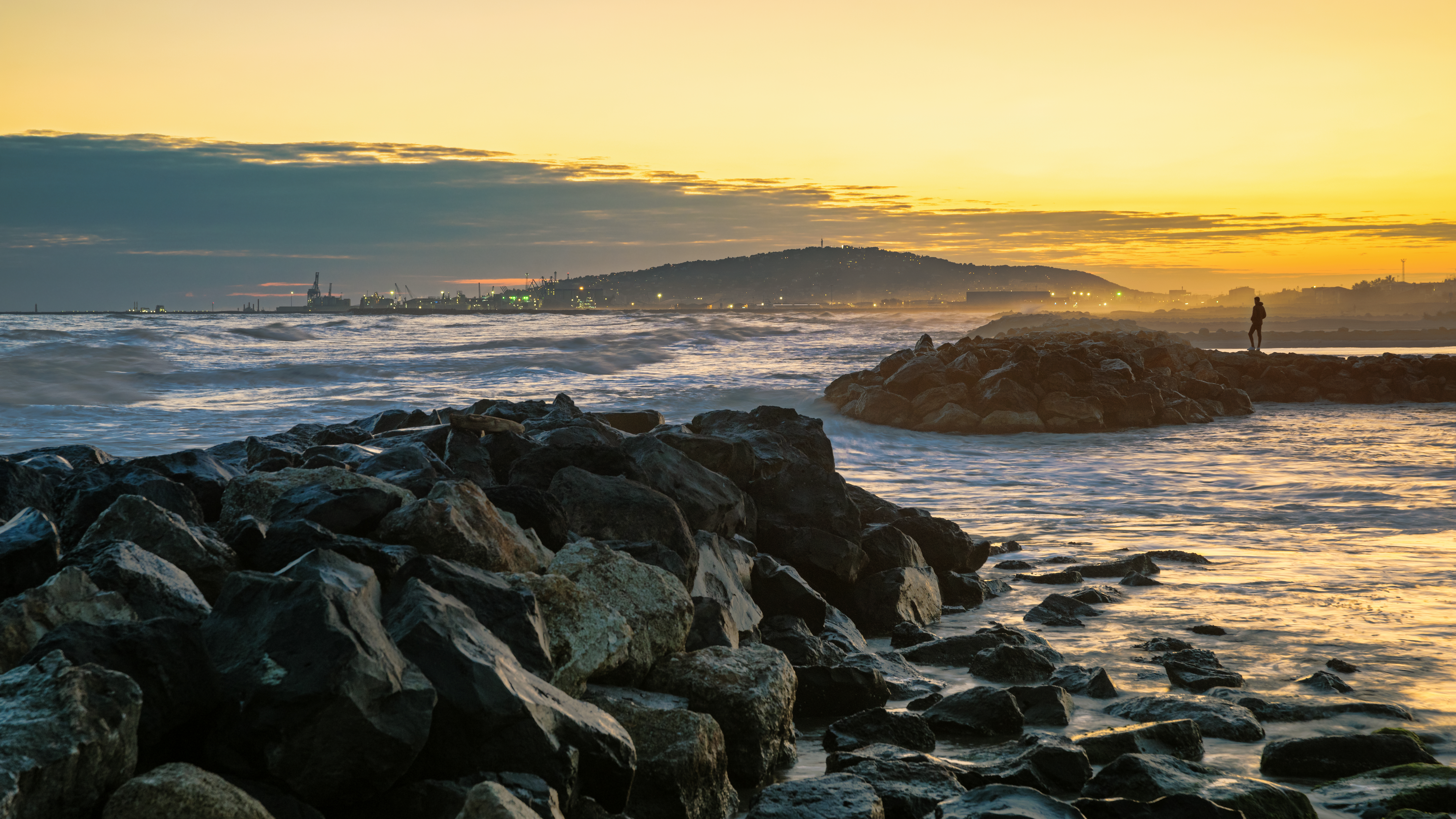
Coucher de Soleil sur la plage de Frontignan en regardant vers Sète. Le mont Saint-Clair se détache dans la langue de nuages.  Février 2023.

## Économie

### Revenus
En 2018, la commune compte 10 688 ménages fiscaux, regroupant 23 816 personnes. La médiane du revenu disponible par unité de consommation est de 20 130 € (20 330 € dans le département). 45 % des ménages fiscaux sont imposés (45,8 % dans le département).

### Emploi
|                | 2008   | 2013   | 2018   |
| -------------- | ------ | ------ | ------ |
| Commune        | 9,7 %  | 11,7 % | 11,5 % |
| Département    | 10,1 % | 11,9 % | 12 %   |
| France entière | 8,3 %  | 10 %   | 10 %   |

En 2018, la population âgée de 15 à 64 ans s'élève à 13 670 personnes, parmi lesquelles on compte 73,4 % d'actifs (61,9 % ayant un emploi et 11,5 % de chômeurs) et 26,6 % d'inactifs,. Depuis 2008, le taux de chômage communal (au sens du recensement) des 15-64 ans est inférieur à celui du département, mais supérieur à celui de la France.
La commune fait partie de la couronne de l'aire d'attraction de Montpellier, du fait qu'au moins 15 % des actifs travaillent dans le pôle,. Elle compte 5 976 emplois en 2018, contre 5 770 en 2013 et 5 696 en 2008. Le nombre d'actifs ayant un emploi résidant dans la commune est de 8 584, soit un indicateur de concentration d'emploi de 69,6 % et un taux d'activité parmi les 15 ans ou plus de 53,6 %.
Sur ces 8 584 actifs de 15 ans ou plus ayant un emploi, 3 035 travaillent dans la commune, soit 35 % des habitants. Pour se rendre au travail, 81,9 % des habitants utilisent un véhicule personnel ou de fonction à quatre roues, 6,2 % les transports en commun, 9,2 % s'y rendent en deux-roues, à vélo ou à pied et 2,7 % n'ont pas besoin de transport (travail au domicile).

### Activités hors agriculture

#### Secteurs d'activités
2 031 établissements sont implantés  à Frontignan au 31 décembre 2019. Le tableau ci-dessous en détaille le nombre par secteur d'activité et compare les ratios avec ceux du département,.
| Secteur d'activité                                                                                        | Commune | Commune | Département |
| Secteur d'activité                                                                                        | Nombre  | %       | %           |
| --- | ------- | ------- | ----------- |
| Ensemble                                                                                                  | 2 031   | 100 %   | (100 %)     |
| Industrie manufacturière, industries extractives et autres                                                | 148     | 7,3 %   | (6,7 %)     |
| Construction                                                                                              | 351     | 17,3 %  | (14,1 %)    |
| Commerce de gros et de détail, transports, hébergement et restauration                                    | 625     | 30,8 %  | (28 %)      |
| Information et communication                                                                              | 44      | 2,2 %   | (3,3 %)     |
| Activités financières et d'assurance                                                                      | 51      | 2,5 %   | (3,2 %)     |
| Activités immobilières                                                                                    | 107     | 5,3 %   | (5,3 %)     |
| Activités spécialisées, scientifiques et techniques et activités de services administratifs et de soutien | 244     | 12 %    | (17,1 %)    |
| Administration publique, enseignement, santé humaine et action sociale                                    | 264     | 13 %    | (14,2 %)    |
| Autres activités de services                                                                              | 197     | 9,7 %   | (8,1 %)     |

Le secteur du commerce de gros et de détail, des transports, de l'hébergement et de la restauration est prépondérant dans la commune puisqu'il représente 30,8 % du nombre total d'établissements de la commune (625 sur les 2031 entreprises implantées  à Frontignan), contre 28 % au niveau départemental.

#### Entreprises et commerces
Les cinq entreprises ayant leur siège social sur le territoire communal qui génèrent le plus de chiffre d'affaires en 2020 sont : 
- Distrisud, commerce de gros (commerce interentreprises) de produits laitiers, œufs, huiles et matières grasses comestibles (77 170 k€)
- Les Plaisirs Du Midi - FPM, commerce de gros (commerce interentreprises) alimentaire spécialisé divers (33 333 k€)
- Sodifro, supermarchés (26 357 k€)
- Midi Miroiterie, façonnage et transformation du verre plat (11 824 k€)
- Tressol Auto, commerce de voitures et de véhicules automobiles légers (9 554 k€)

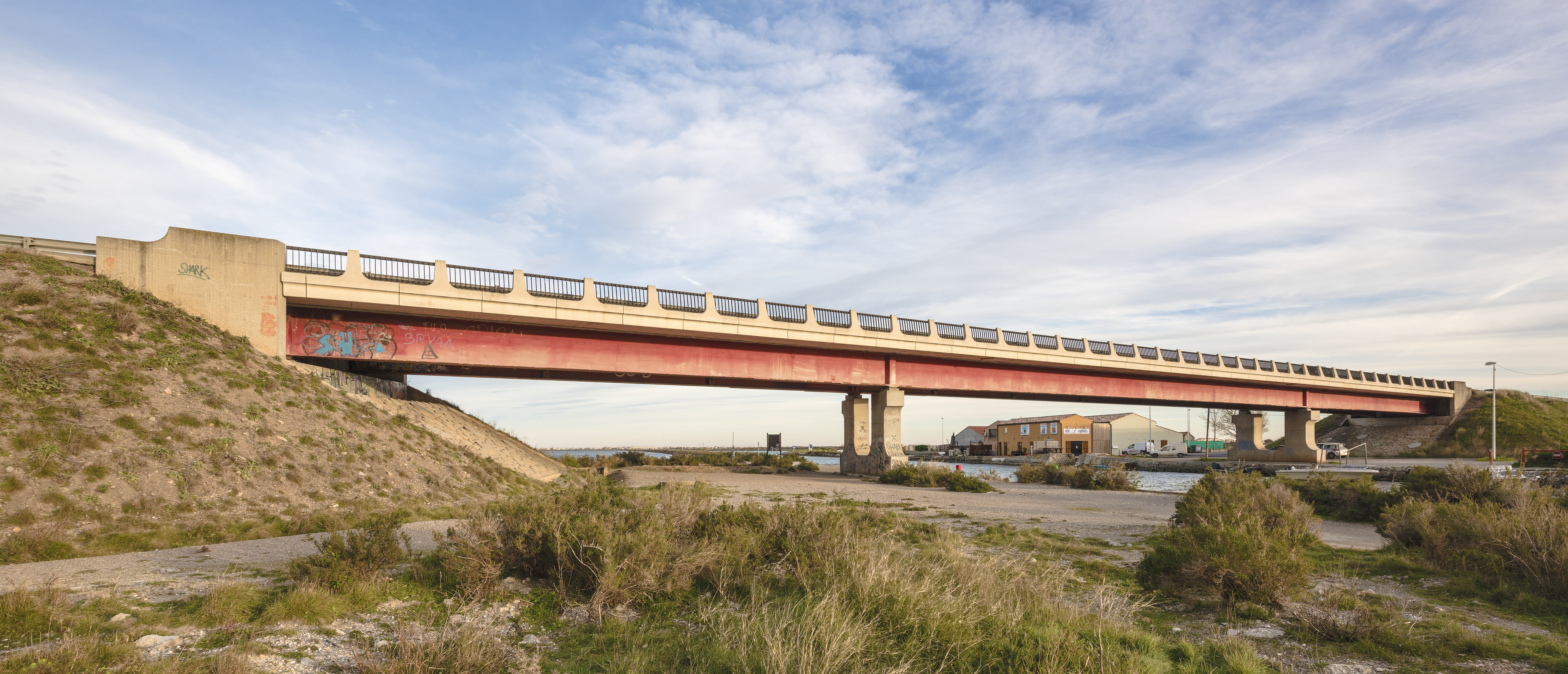
Le pont de la D612.

L'activité principale est le tourisme estival avec la station balnéaire de Frontignan-Plage, sur le golfe du Lion (mer Méditerranée).
Frontignan a été marquée par l'exploitation du sel depuis l'époque romaine. Les salins ont fermé en 1968. La surface protégée des salins a été acquise par le conservatoire du littoral.

### Agriculture
La commune est dans la « Plaine viticole », une petite région agricole occupant la bande côtière du département de l'Hérault. En 2020, l'orientation technico-économique de l'agriculture  dans la commune est la viticulture.
|               | 1988 | 2000 | 2010 | 2020 |
| ------------- | ---- | ---- | ---- | ---- |
| Exploitations | 203  | 131  | 91   | 76   |
| SAU (ha)      | 843  | 810  | 690  | 699  |

Le nombre d'exploitations agricoles en activité et ayant leur siège dans la commune est passé de 203 lors du recensement agricole de 1988  à 131 en 2000 puis à 91 en 2010 et enfin à 76 en 2020, soit une baisse de 63 % en 32 ans. Le même mouvement est observé à l'échelle du département qui a perdu pendant cette période 67 % de ses exploitations,. La surface agricole utilisée dans la commune a également diminué, passant de 843 ha en 1988 à 699 ha en 2020. Parallèlement la surface agricole utilisée moyenne par exploitation a augmenté, passant de 4 à 9 ha.

### Port Sud de France
Port de commerce de Sète
Zone industrielle fluviomaritime (ZIFMAR)
Port de pêche de Sète-Frontignan (commune de Frontignan) ostréiculteurs, mareyeurs, aquaculteurs, etc.
Plusieurs zones aménagées accueillent des industries et des entreprises artisanales, dont une partie ont leur activité liées au port de Sète. La raffinerie de pétrole créée en 1900 par la Compagnie industrielle de pétrole (CIP) est devenu un simple dépôt de carburant en 1986.
Il y eut également, en 1914 et jusqu'à sa fermeture en 1988, une raffinerie de soufre. Aujourd'hui, à sa place, se construit l'écoquartier « des Pielles ».

### Principales entreprises
- SMIL S.A.S.
- Distrisud S.A.
- Indubois S.A.S.
- Hexis S.A.
- Barba S.A.S.
- Frontignan Coopérative S.C.A.
- Mobil Concepts s.a.r.l.

- Socri (Suez/SITA)[Quoi ?]

#### Viticulture

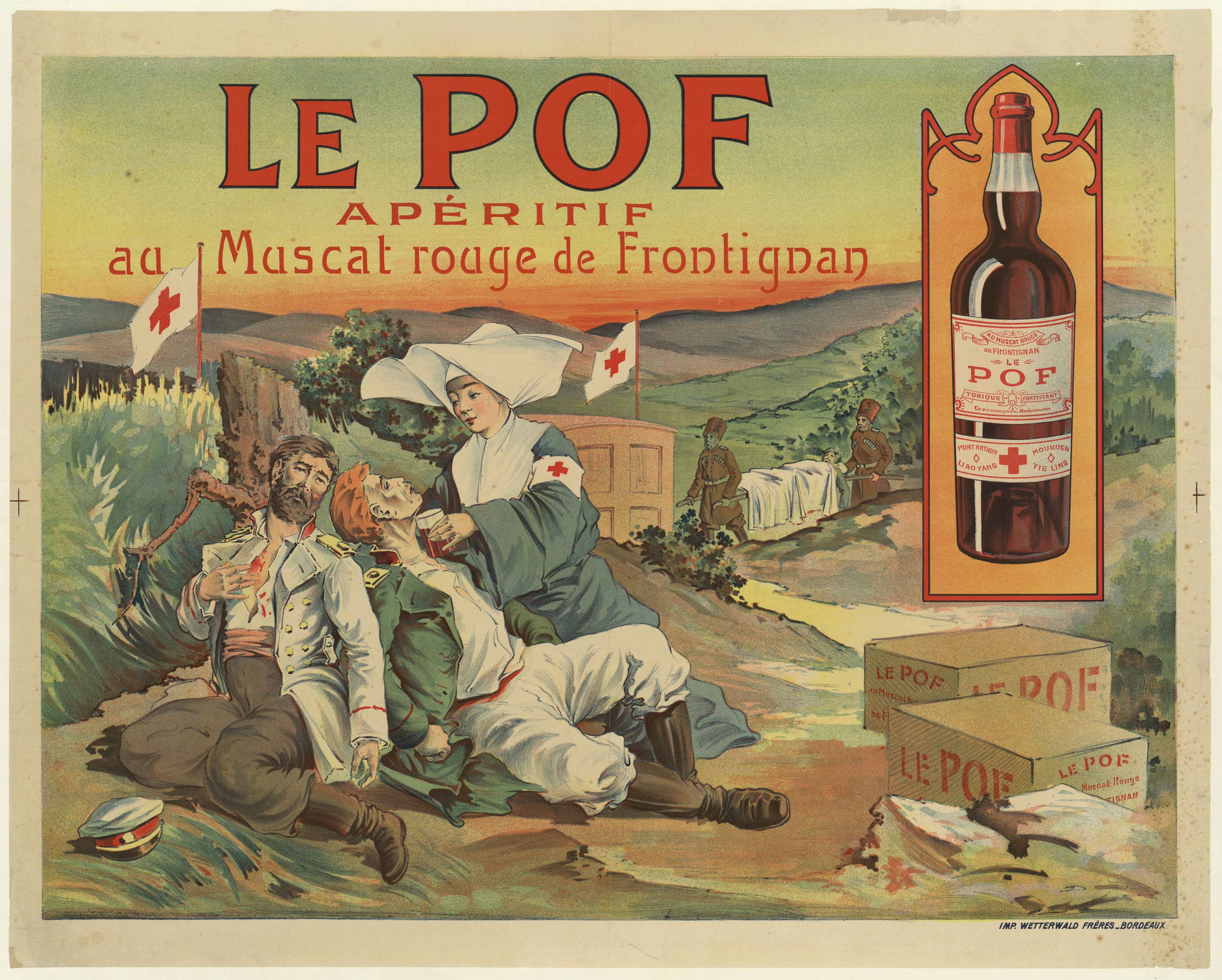
Affiche publicitaire pour le muscat rouge de Frontignan (fin XIXe siècle - début XXe siècle).

La commune est le lieu de production du vin AOC Muscat de Frontignan. Trois autres vins IGP (anciennement vin de pays) peuvent y être produits: Pays d'Hérault, Pays d'Oc et Sable-de-camargue.
- En 1910 : Constitution de la cave coopérative de Muscat de Frontignan ;
- En 1925 : Création de la cave coopérative La Gardiole de production de vins rouges et blancs de Frontignan, dont l'activité de vin rouge a été arrêtée.

## Culture locale et patrimoine

### Culture locale
La langue parlée jusqu'au milieu du XXe siècle appartient à l'occitan. C'était un sous-dialecte du languedocien appelé montpelliérain. Des tournures occitanes sont encore bien présentes.
- Musée municipal (installé dans la chapelle des Pénitents) ;
- La médiathèque Montaigne, qui a ouvert ses portes début 2015[73] ;
- Le Festival international du roman noir, manifestation culturelle annuelle fondée en 1998 ;
- Théâtre municipal construit par l'architecte Louis Carlier en 1930, démolition en 1964 pour être remplacé par une Maison des Jeunes et de la Culture (M.J.C.) structure associative. Une nouvelle municipalité décide de remplacer la MJC par la création du Centre Culturel François-Villon avec extension des bâtiments ;
- Le Festival du muscat (en juillet) ;
- Saint Paul est le saint patron de la ville de Frontignan, elle lui rend hommage chaque année pour la Fête de la mer au mois de juillet : il s'agit d'un défilé traditionnel de la statue de saint Paul sur une barque de l'église Saint-Paul au plan du Bassin. Ensuite, la statue de saint Paul traverse l'étang d'Ingril jusqu'au port de Frontignan-Plage où a lieu une célébration en mer en hommage aux marins disparus.

### Spécialités locales

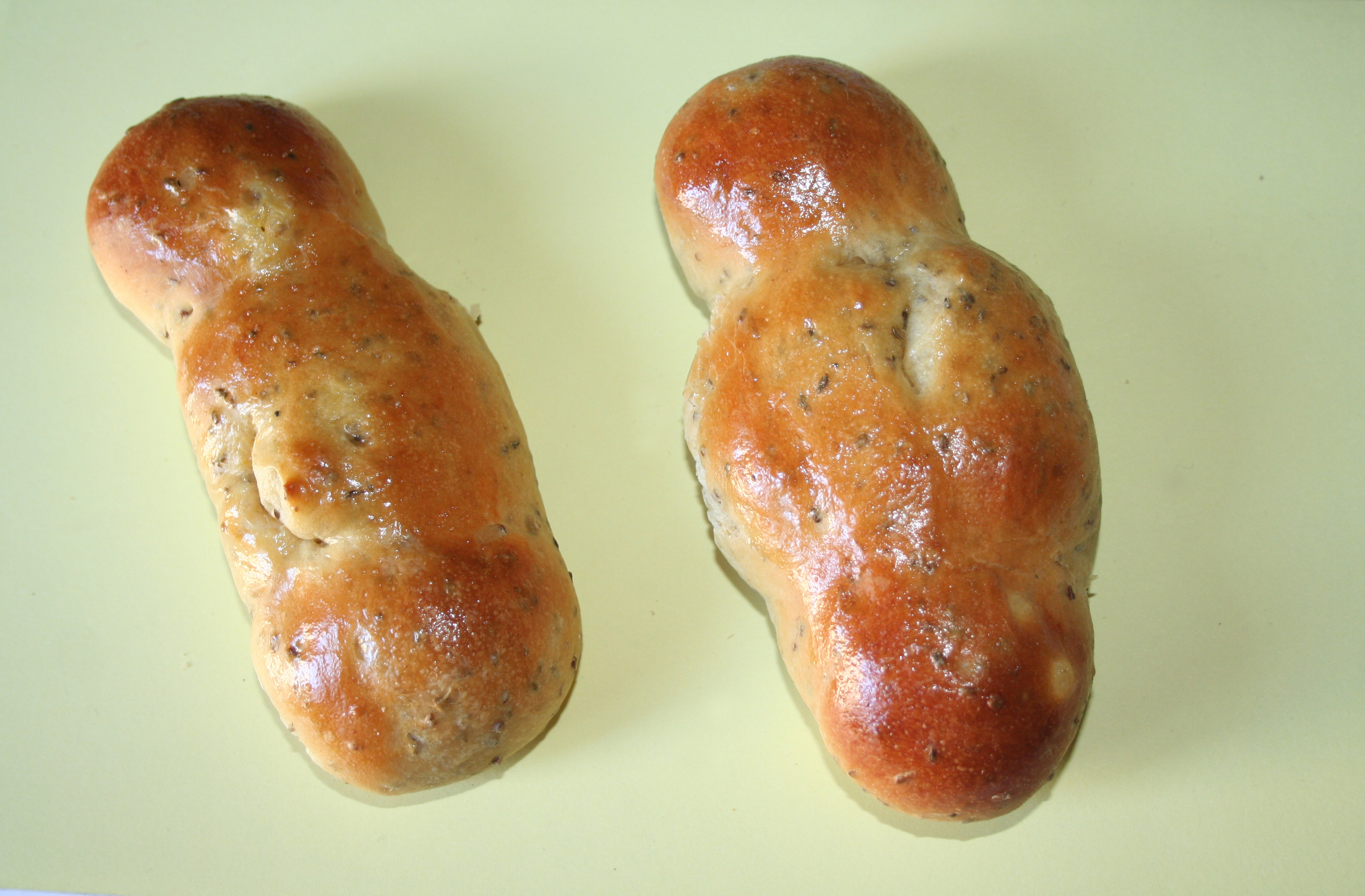
Miquettes

- Miquettes : d'après une tradition, en 1692, la confrérie des Pénitents Blancs célèbre Pâques en distribuant gratuitement du pain aux indigents de Frontignan. Un siècle plus tard, les moines Capucins, responsables de l'hôpital Saint-Jacques, demandent au boulanger Pascal de confectionner une petite brioche à l'anis, connue pour ses vertus thérapeutiques. La petite brioche se popularise puis tombe dans l'oubli. Depuis quelques années, le Club taurin frontignanais fait revivre la tradition qui donne lieu à la fête de la miquette[74],[75] ;
- Le muscat de Frontignan et sa célèbre bouteille torsadée.

### Lieux et monuments
- L'église de la Conversion de saint Paul (XIIe siècle) : elle fait l’objet d’un classement au titre des monuments historiques depuis le 7 juin 1919[76]. Plusieurs objets sont référencés dans la base Palissy (voir les notices liées)[76] ;
- Église de l'Immaculée-Conception de La Peyrade ;
- La chapelle des Pénitents : la porte fait l’objet d’un classement au titre des monuments historiques depuis le 8 mai 1939[77] ; le musée municipal est installé dans le bâtiment ;
- La chapelle Saint-Jacques de Frontignan ;

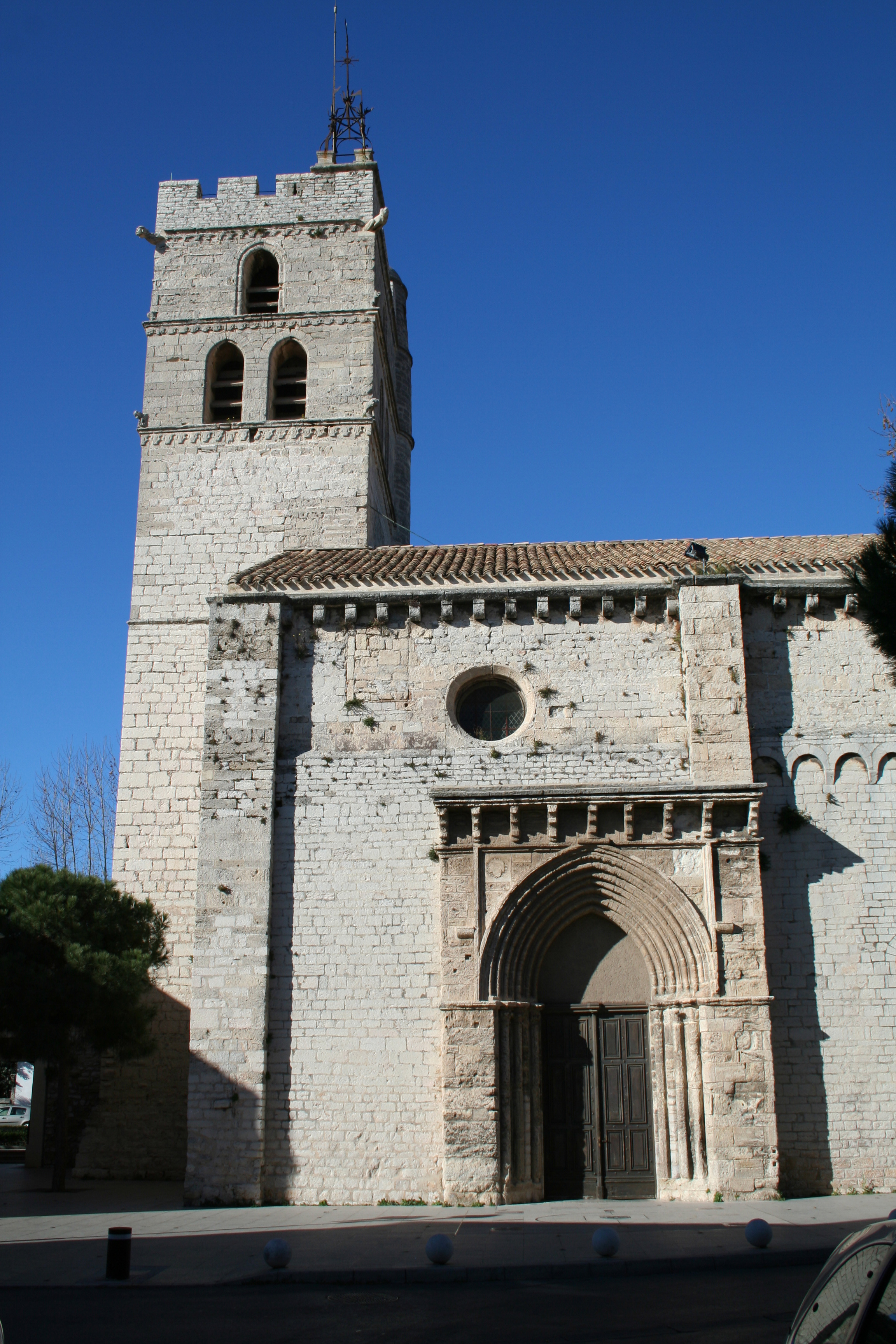
Église Saint-Paul de Frontignan
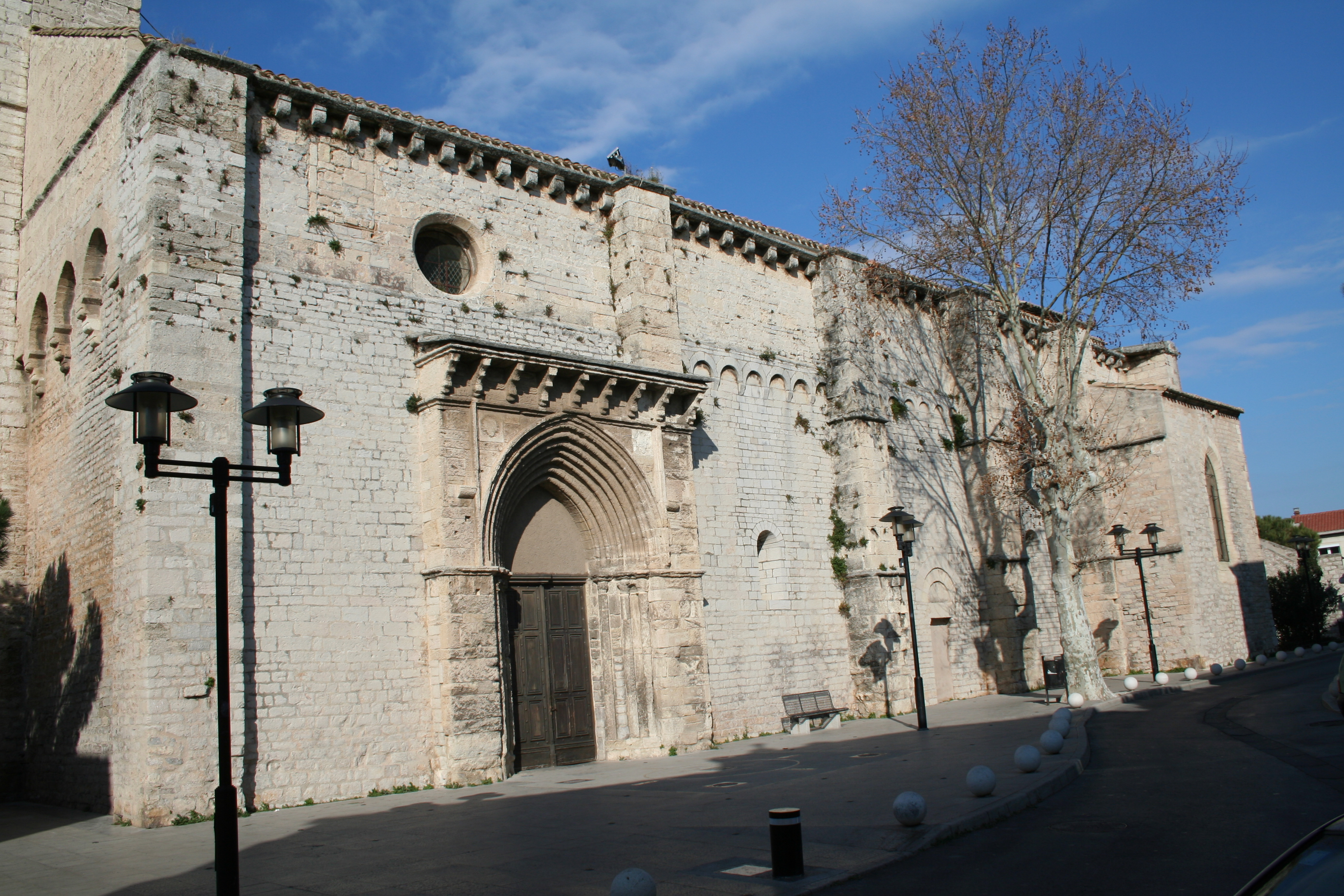
Église Saint-Paul - portail et mur de l'église romane primitive.
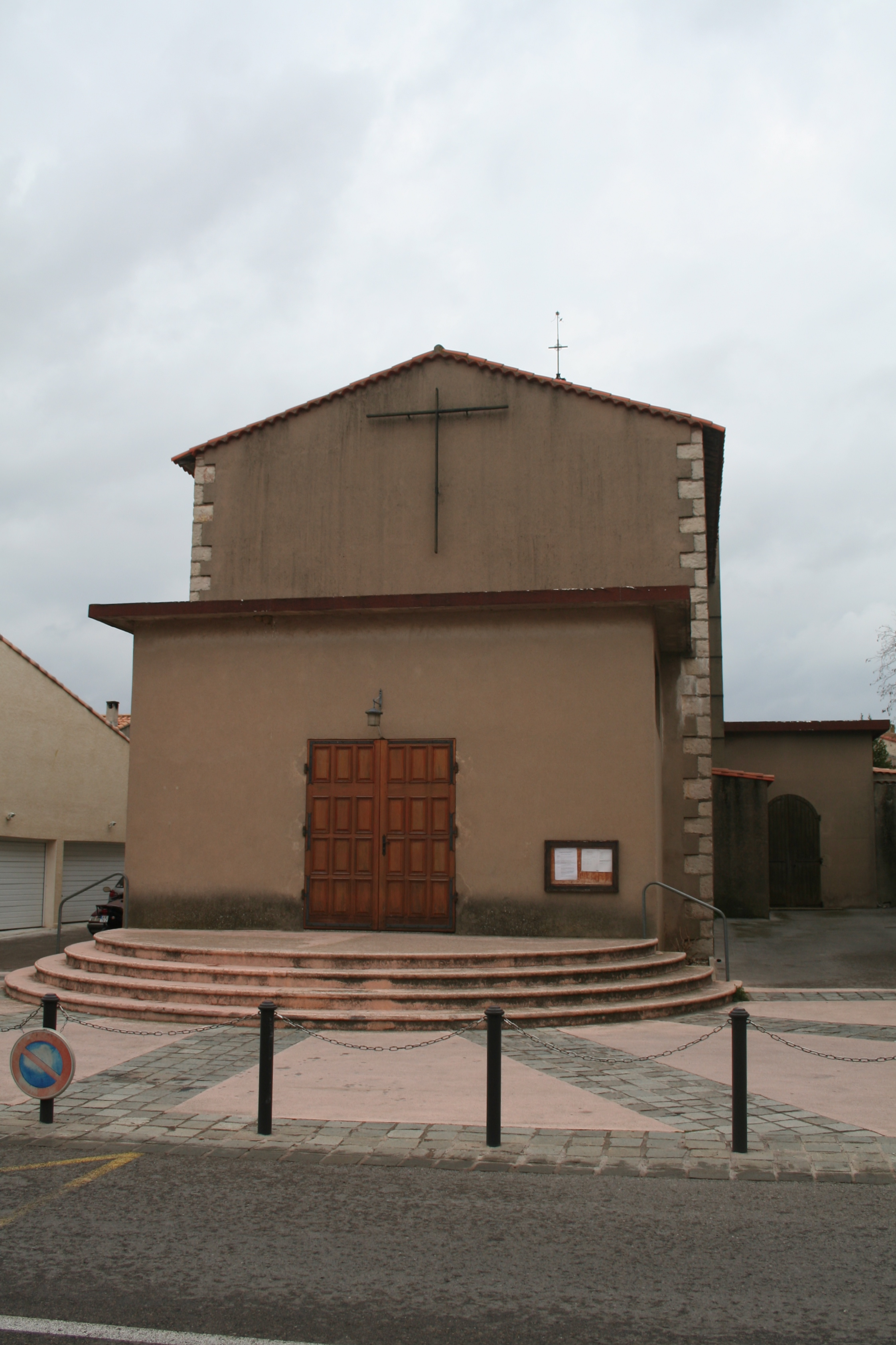
Église de l'Immaculée-Conception de La Peyrade
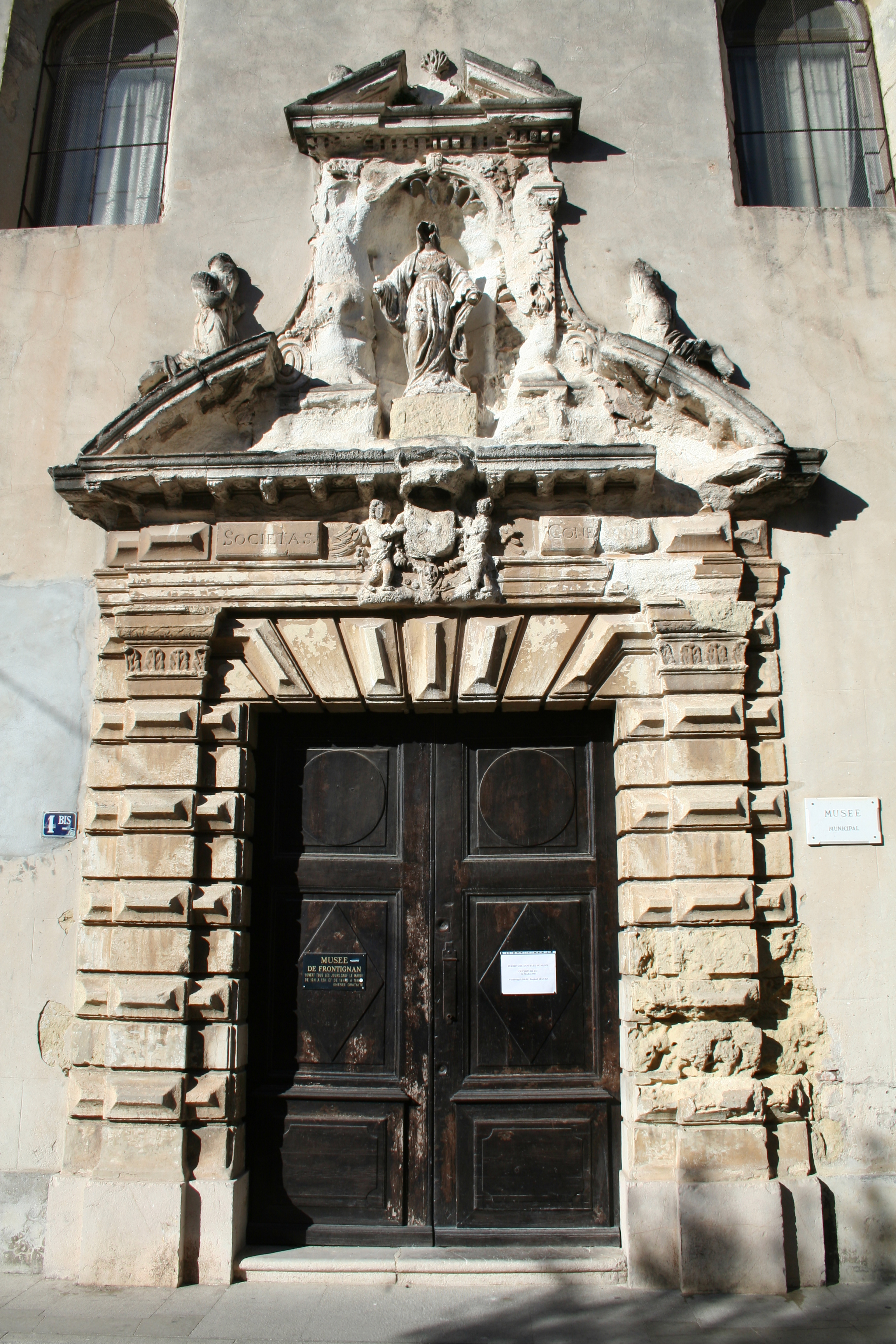
Portail de la Chapelle des Pénitents (aujourd'hui musée municipal).
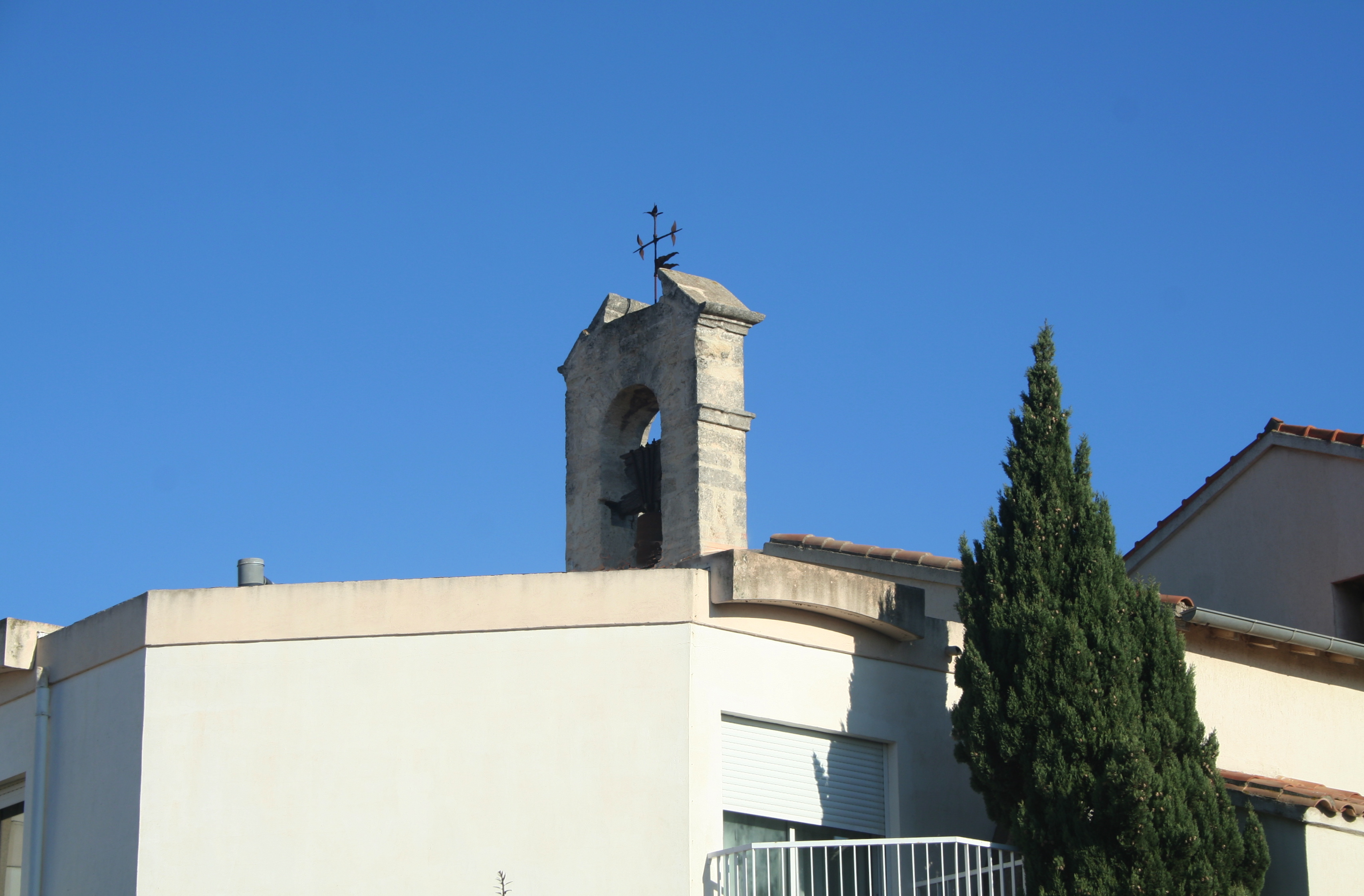
Clocheton (XVIIe siècle) de la chapelle Saint-Jacques.
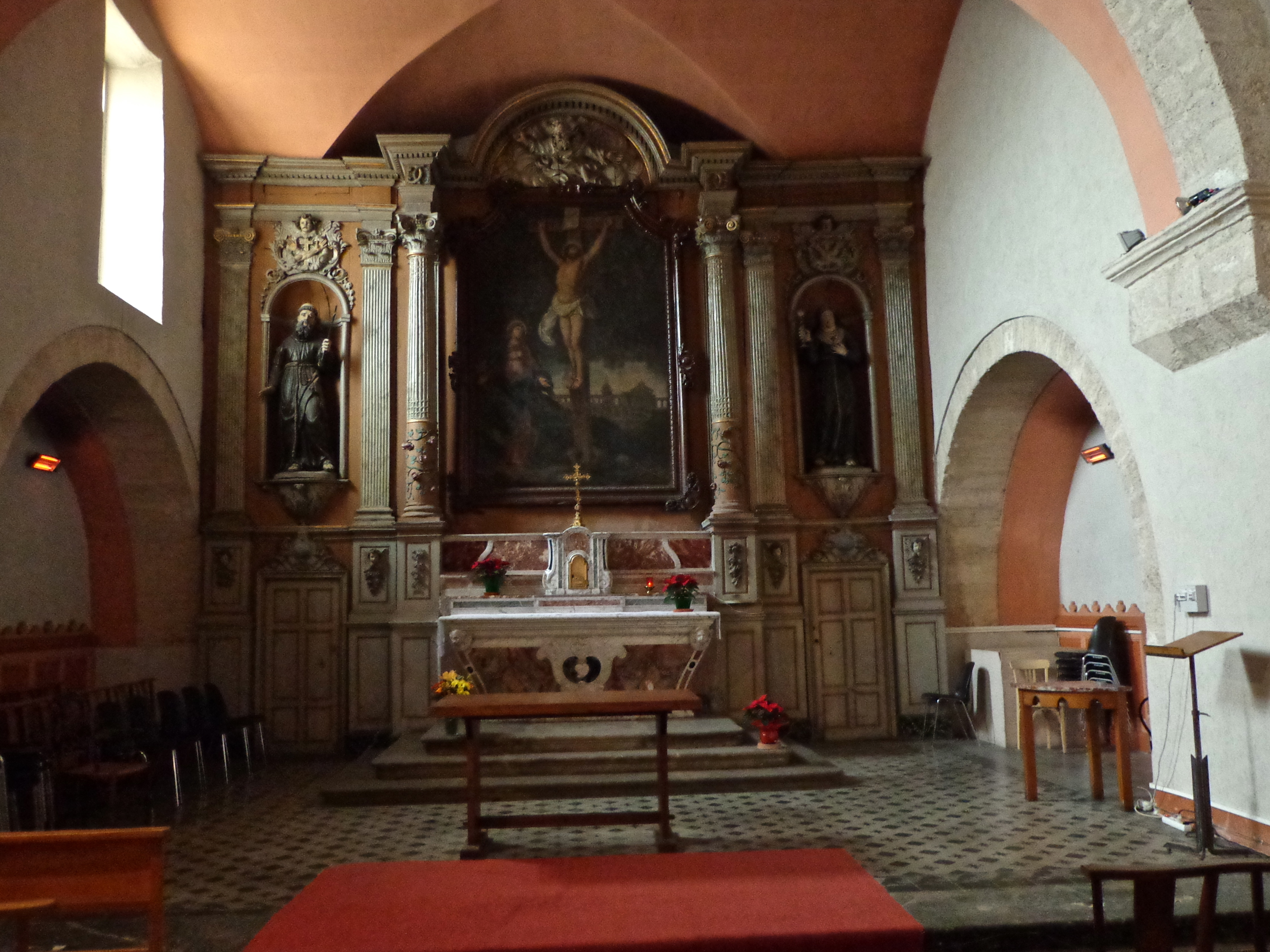
Chœur de la chapelle Saint-Jacques.

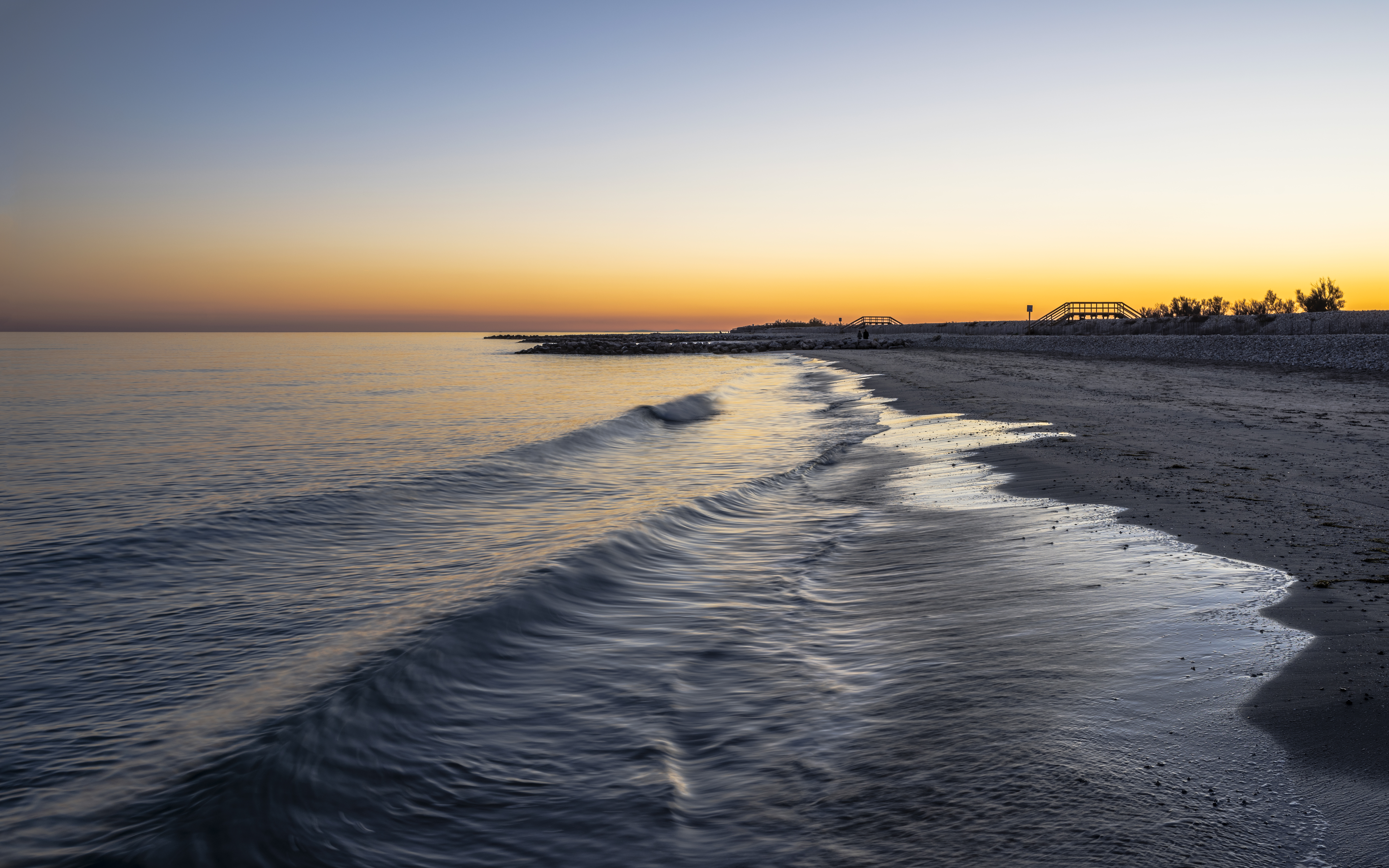
Coucher de soleil aux Aresquiers.

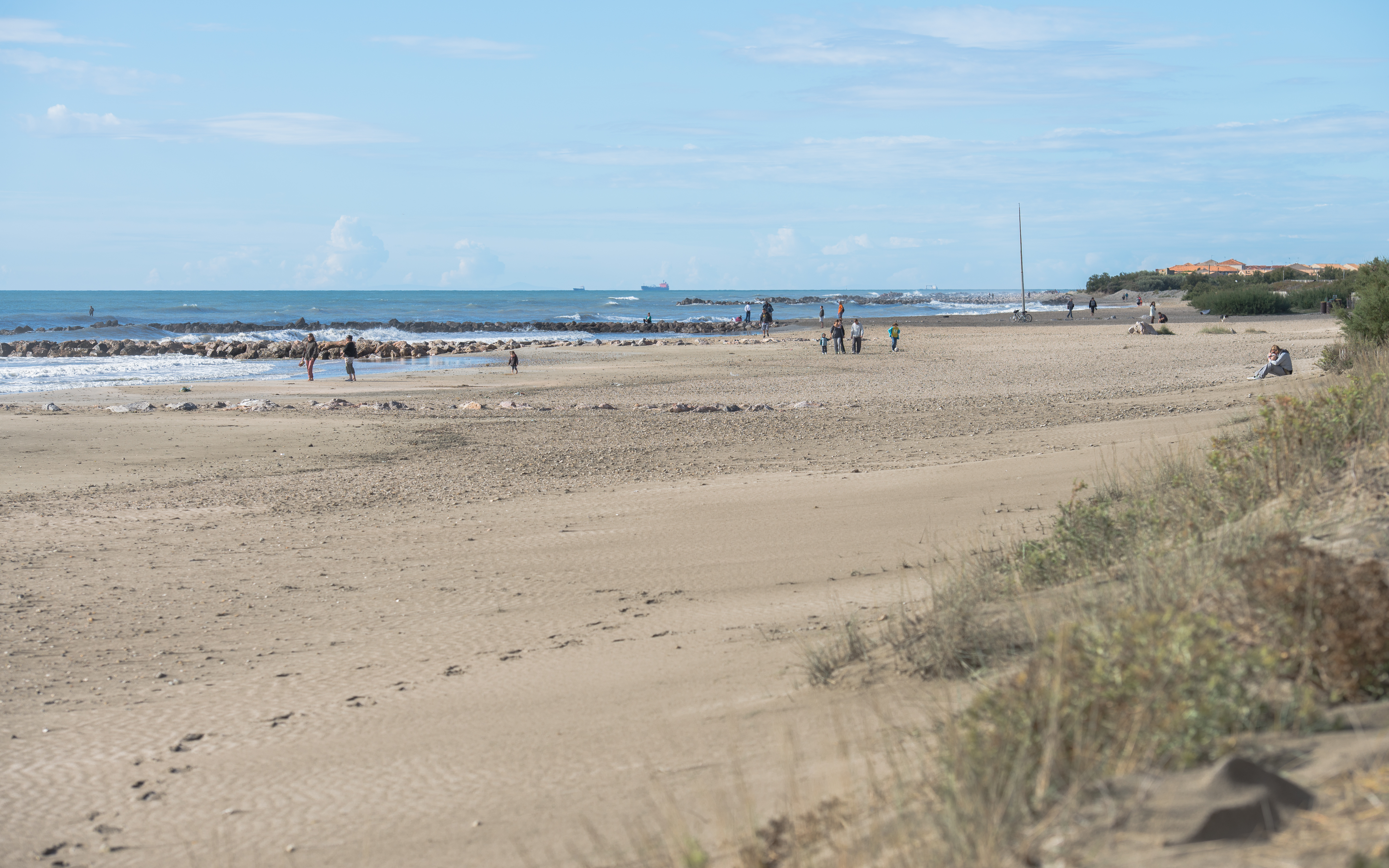
La plage à Frontignan-Plage.

- Les monuments aux Morts de la place Jean-Jaurès (centre-ville) et de la place de la mairie annexe (quartier de la Peyrade). Ils rendent hommages aux victimes militaires des Première et Seconde Guerres mondiales ;
- La stèle de la place du 25-Juin-1944 en souvenir des victimes civiles du bombardement du centre-ville (quartier des Terres Blanches) ;
- Les trois cimetières de Frontignan : le cimetière Vieux situé à l’avenue des Carrières (centre-ville), le cimetière des Terres Blanches situé sur la route de Balaruc et celui du Félibre (quartier de la Peyrade) ;
- Les Salins de Frontignan, protégés par le Conservatoire du littoral ;
- Le pont de la Peyrade (XVIIe siècle), dont il ne demeure que quelques vestiges ;
- La maison Poulalion ;
- Le port de plaisance ;
- Cinq plages : (Aresquiers-Saint-Eugène, Tahiti Bergerie, Grau Port est, Port ouest, Mouettes l'Entrée), ces dernières sont surveillées durant la période estivale ;
- Les Archives municipales ;
- Capitelles (en occitan capitèla) ou cabanes construites en pierre sèche situées dans la Gardiole frontignanaise. Cette zone comprend une forte concentration de capitelles, telles : la croix de Rabassou, le hameau des Capitelles , etc. ;
- Four à chaux : four de forme cylindrique situé dans la Gardiole ;
- La tour de la Glacière : elle faisait partie des remparts. La glacière se situait en contrebas, dans les douves, et servait au commerce de la glace récoltée à proximité ou, si l'hiver était trop doux, dans les monts des Cévennes[78].
- La redoute des Aresquiers : Représentant une tour signal de surveillance de la côte méditerranéenne, que les Anglais feront sauter en 1812 ; il n'en reste qu'un pan de mur et les fondations sur site du quartier des pêcheurs.

### Personnalités liées à la commune
- Les jumelles Jessica et Sabrina Buil en karaté 5 fois championnes du monde et 6 fois championnes d'Europe ;
- Georges Calmettes (1942 - 2010), footballeur ;
- Maurice Clavel (1920 - 1979), écrivain et journaliste ;
- Henri Ferrari (1912 - 1975), champion du monde d'haltérophilie ;
- Nicolas Fizes (1648 - 1718), professeur de mathématiques et d'hydrologie à Montpellier, écrivain et poète. Il a composé le premier opéra en occitan « L'Operà de Frontinhan » ;
- Nikola Karabatic (1984-), joueur de handball français, champion olympique 2008 et champion olympique 2012 ;
- André Pascal (1932-2001), parolier et auteur-compositeur français ;
- Julien Taurines a remporté la médaille de bronze en judo (catégorie des plus de 100 kg) aux Jeux paralympiques de Pékin en 2008 ;
- Pierre Vilar (1906 - 2003), historien et hispaniste ;
- Cesare Battisti fait citoyen d'honneur le 18 février 2004, par le maire Pierre Bouldoire[79] ;
- Hélène de Portes, femme d'influence française maîtresse de Paul Reynaud, président du Conseil des ministres, tuée le 28 juin 1940 à La Peyrade lors d'un accident à bord de la Renault Juvaquatre qu'il conduisait.

Panorama. À droite, la colline Saint-Clair de Sète et l'étang de Thau.

### Héraldique
| Blason de Frontignan | Les armes de Frontignan se blasonnent ainsi : de gueules à une tour d'argent, maçonnée de sable, donjonnée de trois tourelles aussi d'argent. |